# 蒼穹之戰神角色列表
蒼穹之戰神角色列表為日本動畫《蒼穹之戰神》及其前傳、劇場版動畫、續作「EXODUS」、「The Beyond」登場的角色。

## 主要人物
真壁 一騎
配音員：日：石井真、豐口惠（幼年）/ 台：鄭仁君（第一季）、賈文安（第二季）/ 港：鄧肇基（劇場版）
年齡：14→26
親屬：父親（真壁史彥）、母親（真壁紅音）
2131年9月21日生，處女座，血型O型。
個性沉穩，但是不善與人交際，有點天然呆的性質，不愛生氣，對一切事物均平等的看待。
15歲的中學生，是真壁史彥與紅音的孩子，於人工子宮出生，家經營陶器屋。
由於小時候母親紅音為了保護父親史彥自願被妙尼爾星核給同化而亡的緣故，因此負責家中所有家務。
據小說所載，由於人工子宮出生的孩子均植入特殊因子（稱天才症候群），因此運動神經異常發達，棒球比賽如果輪到他上場打擊，就必須額外派出一人跑去西尾雜貨店買備用棒球。
與總士自小是朋友，於小時候差點被總士同化而弄傷總士的眼睛，因而內疚而疏遠總士，直至Festum攻擊龍宮島開始才漸漸回復以往。而真矢對於一騎則是可信賴的存在。
起初對抗Festum時所駕駛的機體為Mark Elf，但在駕駛Mark Elf私自出島被新聯合國捕獲以俘虜身分接受新聯的調查。最後於新聯合國基地被Festum攻下之前從妙尼爾手上接下Mark Sein後消滅Festum回島，因Mark Sein是移植Mark Elf的核，所以在與伊敦打鬥時，出現了異常現象，其結果被乙姬稱為新生。在第一季完結時被同化至幾乎失去視力。
於劇場版時17歲，並在溝口恭介所經營的咖啡店「樂園」內打工，更成為該店的招牌。之後在Festum第一次進攻時，因駕駛Mark Sein與被敵人劇烈攻擊下加重身體的負擔，而同化現象症狀復發，被警告若是再次駕駛法夫那就有可能死亡，以致無法再駕駛Mark Sein。其後在於來主操爆走後再次駕駛Mark Sein，更將操所駕駛的Mark Nicht推至天際後消失在虛無中。於最終決戰時於Mark Nicht結晶內出現，與操纏鬥時，質問操明明就可以明確的表達自己的意思，卻無法反抗星核，告知自己過去曾傷害總士一事，同化了Mark Nicht，解放了操，自身差點因同化而死，被操硬是拉回來；戰後因操為他治好雙眼的同化現象故恢復視力。
在第二季中正式擔任溝口恭介所經營的咖啡店「樂園」裡的廚師，被總士抱怨身為王牌駕駛員的經驗可以成為指導教官，卻偏偏當廚師。之後在與前來龍宮島的人類軍口中得知，自己在4年前於人類軍基地中被提取Festum因子（現被人類軍稱為真壁因子），使大量不夠資格的軍人能透過注射真壁因子而駕駛法夫納而被視為英雄。但本人卻擔心在注射因子後，機師雖能操縱法夫納但會縮短其生命，因為這件事而被道謝對此感到迷惘。在阿撒謝爾型Walker攻擊龍宮島時，被覺醒的織姬委派前往保護在斯利那加的美羽，之後接受命令並啟動被封印的Mark Sein，前往支援派遣部隊。到達後先後使用機體的同化能力，將被Festum同化的艾西瓦婭及其他人類軍機師救出。之後因斯利那加遭到毀滅後而與總士、派遣部隊及納雷因將軍的部隊一同離開並前往尋找「希望之地」，在路上除了不斷遭到來自人類軍及Festum的攻擊，更因自身身份而被人類軍的特工企圖暗殺。 最後成功與龍宮島會合，並終於獨力打敗Aviator，但自己也因為同化現象失去右手，並在同化Aviator的核心後陷入昏迷。昏迷期間與龍宮島星核（透過卡農和翔子的形象）在烏兀德之泉接觸，並選擇接受島的「最後的祝褔」以超脫生死遁環的存在甦醒過來。
在第四次蒼穹作戰時與總士、甲洋及操聨手攻擊Raison但不果，脫離戰場時，差點被亞特蘭提斯的核心抓住，但被島上的星核守護著，操要他反抗亞特蘭提斯的星核而成功掙脫，其後獨自與Raison決戰，後放棄了攻擊並同化了Mark Raison，將強納森被封印在戈蒂雅斯結晶中的心喚回。在被強納森要求殺害自己時卻因亞特蘭蒂斯的核心的介入而被帶至宇宙，最後被甲洋及操救出。戰後於Nicht的駕駛艙發現轉生的總士並將其帶走，之後肩負起了養育已變成嬰兒的總士，同時因龍宮島執行Plan Delta而移居到海神島。
自身早已有所覺悟，奪走他人多少，將傾自己能力歸還。
被星核拜託，龍宮島上的星核稱他為能在痛苦與存在之間和諧共存的存在，是做為可以撫平世界傷痕的存在。
在第三季第二集裡，在龍宮島的石燈籠處看著找來的皆城總士，笑著說他已經長大了。
於第三季第三集與其他戰士一同毀滅瑪萊斯貝洛與馬里斯共同建立的偽龍宮島，並在皆城總士面前同化了假扮皆城乙姬的Festum，引發了皆城總士的仇恨。
被Benon及馬里斯稱為Element，與春日井甲洋及來主操作為調和存在與虛無的存在。
在第三季第七集中以自身力量成功創造了新救世主型法芙娜 Mark alles，並因此重回存在與虛無的地平線，但被春日井甲洋及來主操以尚未完成到達未來的任務而被拉回。
在第三季第九集中因皆城總士進化了Mark Nicht而到達了存在與虛無的地平線，將其拉回的同時在他身後看見了越過地平線的皆城總士與他相望，他苦笑著並對面前的皆城總士說「不要過去，這裡還有你要指引的未來。」
皆城 總士
配音員：日：喜安浩平／台：正昌（第一季）、鍾少庭（第二季）/ 港：李家傑（劇場版）
年齡：14→19（歿）轉生後：3
親屬：父親（皆城公藏）、母親（皆城鞘）、妹妹（皆城乙姬)、外甥女(皆城織姬）
2131年12月27日生，魔羯座，血型A型。
15歲的中學生，是皆城公藏與鞘的孩子，由於要植入特殊因子，因此在人工子宮出生。
有一妹名叫乙姬，於故事前段於女神的巖窟中沉睡。
於小時候已知有Alvis等組織及各種被穩藏的事實，亦因此誘發了Festum的因子，並企圖同化一騎但被一騎以樹枝劃傷左眼，從此左眼幾乎失去視力，亦因此傷口而未能駕駛Fafner。
最後被司令任命於「齊格飛系統」中指揮各駕駛員，並承受於各人戰鬥時所受的痛楚（除了受攻擊時的痛楚，還有Flashback）。
於第一季最後是被同化而失去存在，但他向一騎承諾會回來。
在前傳「Right of Left」中，在測試Mark Eins因左眼痛楚而測試失敗。
於劇場版最終決戰後歸來，實際上是一直受到來主操的保護，與一騎透過交錯同步交談，並指引他。
在第二季中為了繼續研究異界體而朝研究者的方向發展，並繼續擔任「齊格飛系統」的操縱員。
因一騎的生命受Mark Sein侵蝕，而勢必要先銷毀Mark Nicht，雖然在消滅Mark Nicht一事上用盡各種手段，但每次皆因Mark Nicht的自我修復及同化機器的能力而失敗。
稱Mark Nicht為「虛無之子」。
其後在阿撒謝爾型「walker」攻擊龍宮島時，被覺醒的織姬委派與一騎一同前往保護在斯利那加的美羽，接受命令並啟動被封印的Mark Nicht，前往支援派遣部隊。
在到達後消滅大量Festum，其後被三體迪亞布羅型攻擊駕駛艙，在反攻時透過機體的同化能力學懂了迪亞布羅型的小型黑洞的變型攻擊，並相繼消滅三體迪亞布羅型及其他Festum。
最先開始懷疑移民隊伍裡有叛徒，吸引Festum攻擊落單的難民。
在重新與島會合時被若換成常人早已無法行動程度的嚴重同化現象所苦，因肉體早已不是人類才能勉強堅持下來。
決心以Mark Nicht為代價來交換真矢與廣登的釋放，而拜託織姬給予出島許可。
與溝口等人前往新國聯基地進行談判，因而捲入並見證亞特蘭提斯星核向人類軍掀起反旗的一幕。
談判破裂後，跟來襲的Festum纏鬥，對於對手星核的冰凍同化感到棘手仍不懈奮戰。
被龍宮島星核稱為於存在與虛無之間和諧共存的存在。
很關心其他人的新型同化現象，對於自身的存在已瀕臨極限已有所自覺，知道自己隨時都會消失，故留下錄音，訴說一切。
在第四次蒼穹作戰前意識到自己的生命將會走到盡頭，於消滅Vargant後，因為嚴重的同化作用結晶化身亡，其轉世被一騎從Mark Nicht的機艙中抱起並收養，第二季結尾被一騎稱為總士。
在第三季第二集裡已成長為中學生模樣的少年，與假扮為皆城乙姬及日野夫婦的Festum共同生活。
因馬里斯世界語的能力而失去在海神島的記憶，第五次蒼穹作戰即是為了奪回他而訂立。
在假扮為皆城乙姬的芙洛洛因挽留自己而被真壁一騎同化消失後對其產生恨意。
在海神島上因露維的要求而進入了Mark Nicht的機艙中，使Mark Nicht重新啟動並與過去的皆城總士產生共鳴，但因變性意識及仇恨而短暫的轟炸海神島，被一眾駕駛員制服並教訓，也感嘆皆城總士對Mark Nicht強大的適應性。
第三季第四集住進了遠見家，並開始與駕駛員們學習知識以獲取力量，並得知真相。
曾短暫的想起在海神島上的海邊與某人牽手散步，詢問遠見真矢時被她以「你自己去想起來」駁回，而未得到答案。
被Benon及馬里斯稱為Element，與春日井甲洋、來主操及真壁一騎作為調和存在與虛無的存在。
在第三季第九集中為拯救同化作用過劇即將消失的水鏡美三香與御門零央，而以自身能力進化了Mark Nicht，並一度到達了存在與虛無的地平線，再次見到對越過地平線的皆城總士，他對其大吼著「這是我的名字！」
遠見 真矢
配音員：日：松本真理香／台：雷碧文（第一季）、林沛笭（第二季）
年齡：14→26
親屬：父親（光弘·巴特藍）、母親（遠見千鶴）、姊姊（遠見弓子）、繼弟(強納森·光弘·巴特藍)、姪女(日野美羽)
2131年11月11日生，天蠍座，血型AB型。
15歲的中學生，是光弘·巴特藍和遠見千鶴的孩子，由於他們性格不合分開，因此用母親的姓氏。
興趣是徒手攀石，曾因手滑而分別被一騎及總士幫助過，其亦是於人工子宮出生，特長為遠超出常人的洞察力，於小說中是挑選駕駛員的存在，不像動畫版一樣需上戰場。
在故事開始時因為其姐私下更改資料，成為「身體不適合乘坐Fafner」而沒被選上為駕駛員。
之後被其母發現，改回資料後成為遠距離攻擊機種Mark Sieben的駕駛員，並擁有全駕駛員中最高的素質，是位可靠的神射手。
由於適性很高，導入機體內部的瀨戶內海星核，在四次元上與肉體一體化的速度，也就比一騎以外的駕駛員快得多。
由於會減少壽命，因此平常就必須使用藥物控制。
對一騎抱有特殊感情（真矢是在翔子死後，漸漸露出對一騎的好感，不過覺得對不起翔子，所以並沒有明言。），在小說表現比動畫更明顯。
劇場版時17歲，在咖啡店「樂園」任職侍應，並成為指導後輩使用Fafner的教官。
在第二季中一邊接受戰鬥機的飛行訓練，一邊繼續在咖啡店「樂園」當一騎的助手。
其後獲前來龍宮島的強納森告知自己與其為同父異母的姊弟。
其後自願出島，並被總士拜託必要時，率領所有人撤回龍宮島。
在斯利那加遭到攻擊時，不忍對遭迪亞布羅斯型同化的艾下手，卻因機體的同步機能察覺到一騎與總士的到來，對於一騎的戰鬥很清楚是消耗著他所剩不多的生命，所以只能哭泣著道歉。
因自身不易遭受同化現象，故經常處於待命狀態。
受其姊弓子委託必要時使用被託付的槍，在一騎差點被暗殺時也出手救下，開槍射殺暗殺者。
於與島會合的戰鬥中連人帶機被阿爾戈斯部隊俘虜，之後被赫絲特被要求成為Mark Raison的測試駕駛員。
親眼目睹光弘的人格被抹消，在逃離人類軍基地時與達斯汀的戰鬥中，為了擺脫對方用Raging Cutter自斷機體右臂以擺脫對方。
赫斯塔似乎相當中意她並認為她是能理解自己想法的人，同時真矢在之後以啟動芬里爾同歸於盡威脅赫斯塔取消交戰規定α時也表示自己和赫斯塔、光弘都是同樣「為守護一部分人可以毫不猶豫地犧牲其他人」的人物。
作戰時其駕駛 Mark Sieben所誘發出的能力是能作出多重鎖定並擊殺多隻Sea Mortal B型種的Festum和擊傷多架人類軍的法夫納，最後被基絲和比利夾擊，差點被以芬里爾同歸於盡，救出比利後，差點遭比利射殺，被溝口所救。
對比利說有其資格對她開槍，戰後因島的沉睡移居海神島，知道其姊弓子的死亡。
在第三季第一集裡依然擔任駕駛，且與其他駕駛員奪回被馬里斯帶走的總士，但最後以失敗告終，還失去了一隻眼睛。
在第五次蒼穹作戰中，與其他法夫納駕駛員潛入偽龍宮島，目標為奪回總士。
在第三季第七集得知母親身亡的消息大受打擊，但因總士重新復刻了母親的料理而恢復精神。
卡農·梅芬絲（Canon Memphis）→羽佐間 卡農
配音員：日：小林沙苗／台：郭馨雅（第一季）、張乃文（第二季）
年齡：14→19（歿）
親屬：父親、母親、監護人（羽佐間容子）
2132年5月27日生，雙子座，血型AB型。
在戰事中被道生救回，成為新聯合國一員。
在新聯合國中是紅色魔女的駕駛員，後來注射Festum中提取的因子，使自己能駕駛Alvis制Fafner，代替咲良成為Mark Drei駕駛員。對一騎抱有特殊感情。
於劇場版中成為羽佐間容子的养女，並当上學生會副會長，留著一頭長髮。
之後在Festum第二次進攻時換乘Mark Dreizehn重回戰場，因同化現象差點死亡，後被一騎硬是拖了回來。
在第二季中擔任Fafner的維修工程師。
多次阻止一騎接觸Mark Sein，稱Mark Sein為侵蝕一騎身體的怪物，一旦Mark Nicht銷毀成功，就要銷毀Mark Sein。
後來因為晚輩們遭受未知同化現象，與咲良一起恢復駕駛員身分，駕駛Mark Dreizehn，因為得到了新的力量而致使無法成功啟動。
其力量可以看見數分鐘後，乃至數月後的未來，故精準預測敵人的行動而命令其他人轉移陣地。
但相對地，所出現的同化現象會令自己的體重減少，也就是說，體重一旦削減至接近於零，自己的生命就會抵達終點。
在使用力量後知道一騎會與新的阿薩瀉勒型戰鬥，也知道未來龍宮島會遭受致命毀滅。
質問織姬後明白自己的力量與自己所該做的事，確定了只要在看見未來的幻象中打倒敵人就會更新現在而不斷戰鬥，為了改變未來而不斷進行擬似戰鬥以更新未來，企圖解開糾纏在一起的未來，雖然回避了「龍宮島全滅」的未來，但卻到達了「只有自己與一騎殘存」的未來。
早已得知新同化現象會帶來死亡，在導出新型法夫那「Einherjar Model」的資料記錄、體驗盂蘭盆會及與母親和Chocola渡過最後的時間後，穿上翔子的連衣裙到訪沒有人的咖啡店「樂園」。
在迎接死亡前與織姬交談，表明龍宮島不會忘記死者，而織姬對此表示不會忘記她。
其後向出現的一騎表示即使自己知道「自己與一騎殘存」的未來是潛藏於自己心底的願望，但仍然選擇放棄該未來且觀察未被摧毀的未來，並說出自己喜歡一騎，最後消失。
以聲音的形式告訴劍司不用擔心，因為到達了她所希望的未來。在烏爾德之泉裡告訴劍司，島上所有死去的人都在這裡，為了給予駕駛員們新的力量。
皆城 乙姬
配音員：日：仲西環／台：楊凱凱
年齡：12（歿）
親屬：父親（皆城公藏）、母親（皆城鞘）、兄長（皆城總士）
2133年3月5日生，雙魚座，身高143cm，體重39kg，血型O型。
12歲的中學生，總士的妹妹，是Core型的Festum與人的融合體，保留人性並負責全島所有機能，島上所受到的攻擊，會反映於她身上，所以本身即為龍宮島。
在未離開女神的巖窟時，曾以幻影出現帶領一騎到女神的巖窟中。
個性天真，對所有人都是直呼名字，其能力是給予選擇，對於敵人造成的攻擊一並以祝福統稱。
於最後由於離開女神的巖窟後不能存活很久而返回女神的巖窟，與島同化成一體，化成島上的大气。
女神的巖窟中亦因龍宮島的星核學會「生與死之循環」而重生出一個和乙姬擁有相同基因的胚胎。
於劇場版中多次透過交錯同步與他人交流，懷裡一直抱著新生的核，在核得到妙尼爾的保護後，笑著對芹告別。
皆城 織姬
配音員：日：仲西環／台：石薇
年齡：不明（沉睡）
龍宮島的星核在學會「生與死之循環」後所重生出的核心型Festum。在其母乙姬消失後繼承使命，於女神的巖窟沉睡並負責守護龍宮島。
以前處於胎兒狀態，在劇場版中進入成長期時令島的星核出現不穩定狀態，導致部份島民的健康惡化。
其後在新星核及由其所率領的Festum攻擊島嶼，與遭到人類軍核武攻擊時，得到妙尼爾的保護，成功渡過成長期。
在第二季中急速成長，在與艾梅莉接觸後更出現反應。其後在派遣部隊出發後覺醒，向一騎等人傳達派遣部隊會有危險一事，自言若還是維持在幼子狀態就沒辦保護島。
擁有乙姬的記憶，但對自己被人稱為「乙姬」卻很反感(被芹叫乙姬醬時，而反駁她說不要隨便叫她媽媽的名字)，因而委派芹為自己命名，並採用了由其改的名稱「織姫」。
在為總士送行稱他為哥哥，但是被總士糾正，她其實是總士的外甥女。
其性格與天真開朗的乙姬完全相反，語氣傲慢，其力量是給予必須支付代價來獲取強大的能力，只因為駕駛員希望擁有更加強大的力量來守護一切。僅有在單獨面對總士時才會稍稍露出屬於這個年齡的孩子的表情。
告訴芹說，她與島全是建立在島民的犧牲之上，也告知芹她的特殊同化現象只要離開島上就能完全治好，並要求芹如果可以離開就要毫不猶豫的離開島。
接納了逃過來的難民，但是不肯接近納雷因，亦拒絕他們所持有的星核於島上紮根。
感覺到一騎選擇了成為超脫生與死之輪迴的存在，也知道一騎已無法回頭。
在牽牛星選擇的那瞬間，下令執行Plan Delta，選擇回歸島，並與牽牛星一起沉睡，拜託史彥準備迎接下一個新誕生的核，芹為了保護她，差點遭牽牛星同化，最後也一起隨島沉入海中並回歸星核。
在第三季中出現了與皆城乙姬、皆城織姬相同基因的兩個島核：皆城輝夜(CV：松田颯水)、皆城朔夜(CV：松田利冴)，並代替織姬等待未來有能力與牽牛星對話的人出現。
日野 美羽
配音員：日：諸星堇／台：林沛笭
年齡：5→9
親屬：父親（日野道生）、母親（遠見弓子）、姨母(遠見真矢)、外祖父(日野洋治)、外祖母(日野惠)、祖母(遠見千鶴)、外祖父(光弘·巴特藍)、叔父(強納森·光弘·巴特藍)
2147年4月1日生，牡羊座，血型O型。
日野道生的遺腹子、遠見弓子的女兒，也是人類自被Festum感染後第一位自然授精成功的孩子。
劇場版中經常與島上的星核保持連結狀態，能直覺地理解星核所感受到的事物，經過觀測發現她所能接受的訊息量遠超過想像。
於劇中第二次蒼穹作戰時，知道這件事的乙姬跟總士，將與Festum和平共存的希望與島的未來寄託在她身上。
在第二季中第6話時她透過世界樹向牽牛星直接對話，但美羽年紀太小了不能對話，牽牛星直接讓她快速成長。
與聽見她的要求的〝來主 操〞做下約定，等到世界和平時，她自願被來主操同化。
哀求艾梅莉不要死，可是因為艾梅莉必須要讓美羽與牽牛星對話，所以自願獻出生命，讓世界樹阿育王星核重新成長。
戰後移居到海神島，親眼目睹母親弓子與艾梅莉的消失，與真矢見面時，抱著她感謝她一直以來拚了命的守護她，與告知她們都在這座島上。
於第三季第一集駕駛Mark Sein登場，與其他駕駛員奪回被馬里斯帶走的總士，但最後以失敗告終。
在第五次蒼穹作戰中，與其他法夫納駕駛員潛入偽龍宮島，目標為奪回總士。
曾對露維說過會做出如同母親和艾梅莉一樣的選擇。渴望著與Festum的和平共存，但時常無法完成心願而感到無力。
在第三季第七集得知千鶴的身亡而大受打擊，但因皆城總士重新復刻了千鶴的料理而恢復精神。

## 龍宮島

### 法夫那駕駛者

#### L計劃（RIGHT OF LEFT）
※以下均全員陣亡
將陵 僚（聲：宮野真守）
親屬：嬸嬸（将陵佐喜）
2130年6月15日生，雙子座，身高174cm，體重52kg，血型A型。
前傳的主角。15歲的中學生。父母雙亡，與愛犬普庫（poku）相依為命。是ROL時期的學生會會長，但幾乎所有事都交由其他幹部去做。患有同翔子一樣的肝病，命不久矣的少年。
於母親去世不久開始解除認識限制代碼、得知亞爾維斯存在並且加入L計劃。對祐未抱有特殊感情。最後在深海中被異界體圍困，留下給龍宮島人們的錄音、和敵人同歸於盡自爆而亡，得年15歲。在海流把機體殘骸送回龍宮島被打撈起後使意識到自己已逝普庫認出是自己的座機並且在駕駛艙中長眠追隨主人而去。在《EXODUS》的第20話裡，顯示他死後似乎成為龍宮島星核的一份子。
生駒 祐未（聲：甲斐田裕子）
親屬：父親（生駒正幸）、母親（已歿）
2130年4月4日生，牡羊座，身高165cm，體重47kg，血型B型。
前傳的女主角。15歲的中學生，母親已過世，獨自一人照顧有身體殘障的父親。是ROL時期的學生會副會長，對僚有特殊感情。曾因父親因病過世的事怪罪邀請自己去海邊玩水的僚。在父親過世不久開始解除認識限制代碼、得知亞爾維斯存在並且加入L計劃同時將長髮剪短。最後在深海中被異界體圍困，因為肉體到達同化極限在機體內結晶化而亡，得年15歲。在《EXODUS》的第20話裡，顯示她死後似乎成為龍宮島星核的一份子。
立木 惇（聲：奈良徹）
15歲的中學生，僚的好友。故事開始時已解除認識限制代碼、得知亞爾維斯存在，並加入L計劃。最後在計劃結束時所乘潛艇被異界體攻擊而陣亡，得年15歲。在《EXODUS》的第20話裡，顯示他死後似乎成為龍宮島星核的一份子。
柴田 小百合（聲：西野陽子）
15歲的中學生，故事開始時已解除認識限制代碼、得知亞爾維斯存在並且加入L計劃。最後在計劃中因過度依賴齊格飛系統而結晶同化而亡，得年15歲。在《EXODUS》的第20話裡，顯示她死後似乎成為龍宮島星核的一份子。
船橋 幸弘（聲：無）
15歲的中學生，故事開始時已解除認識限制代碼、得知亞爾維斯存在並且加入L計劃。最後在計劃中的一次戰鬥後因過度依賴齊格飛系統而在機體內而結晶同化而亡，得年15歲。在《EXODUS》的第20話裡，顯示他死後似乎成為龍宮島星核的一份子。
柳瀬 徹（聲：笹田貴之）
15歲的中學生，故事開始時已解除認識限制代碼、得知亞爾維斯存在並且加入L計劃。最後在計劃中因過度依賴齊格飛系統而結晶同化而亡，得年15歲。在《EXODUS》的第20話裡，顯示他死後似乎成為龍宮島星核的一份子。
村上 剛史（聲：梯篤司）
15歲的中學生，故事開始時已解除認識限制代碼、得知亞爾維斯存在並且加入L計劃。最後在計劃中因同伴結晶同化而亡而感到害怕，最終在一次戰鬥中而陣亡，得年15歲。在《EXODUS》的第20話裡，顯示他死後似乎成為龍宮島星核的一份子。
鏑木 早苗（聲：大村香奈子）
親屬：父親（鏑木充）、母親（鏑木香奈惠）、弟弟（鏑木彗）
15歲的中學生，彗的姐姐。故事開始時已解除認識限制代碼、得知亞爾維斯存在並且加入L計劃。最後在計劃中因過度依賴齊格飛系統而結晶同化而亡，得年15歲。在《EXODUS》的第20話裡，顯示她死後似乎成為龍宮島星核的一份子。

#### 第一代駕駛員
羽佐間 翔子
配音員：日：松來未祐／台：郭馨雅
年齡：14（KIA）
親屬：監護人（羽佐間容子）
2131年9月20日生，處女座，身高160cm，體重46kg，血型A型。
15歲的中學生，被容子最初給收養的孩子。因為罹患肝病而虛弱無法經常去上學。真矢的好友，因此經常於課前去探望她。也對於自己也能進Alvis擔任前線人員感到高興，於第一季第6話為了保護島及遵守和一騎的約定私下決定去駕駛Mark Sechs，但在戰鬥經驗不足的情況下選擇在啟動芬里爾系統和敵人同歸於盡，得年15歲。出擊前因說出傷害養母的話感到很歉疚。在《EXODUS》的第20話裡，顯示她死後似乎成為了龍宮島星核的一份子。
據小說所載，由於中學開學典禮時一騎幫助倒在路邊動彈不得的自己到學校，雖然自己對一騎產生鍾情也對真矢表明這點卻一直無法下定決心告訴當事人，以及因為病痛之故學會在身體受到傷害時，把自己的意識不知道丟到哪裡去的能力藉此逃避痛楚。
春日井 甲洋
配音員：日：入野自由／台：吳文民
年齡：15→26
親屬：監護人（春日井正浩、春日井諒子）
2131年5月7日生，金牛座，身高172cm，體重64kg，血型A型。
15歲的中學生，和翔子一樣是被收養的孩子，但待遇相差很大。而本人則嚮往戰鬥。思考能力強，特別是數學。喜歡翔子卻說不出口。
因為養父母反對養狗，所以自己私下養一隻叫巧克樂(Chocola)的狗（白石涼子配音），父母因他被選上成為駕駛員感到光榮。其能力被織姬稱為“毒”，為未來所需的力量之一，其能力對Festum有著致命的傷害。
第一季在翔子因出戰而亡時隊總士和一騎未能去救她的事感到憤怒；小說版中描述對一騎的仇恨變的更深聯合其他駕駛員排斥唯一獨自作戰的一騎。亦因此拋開畏懼以及仇恨面對戰鬥，但於初戰時的救出行動被Festum同化遭封印於島上設施之中險被養父母所殺，因對其的研究從而延長一騎他們的生命，但因為自身是處於半同化的模樣，不知何時會完全同化為異界體，最終決定要執行銷毀處分。於盂蘭盆祭醒來時，造成全島騷動，一騎等人為了庇護他甚至將他藏起來，後來接受了翔子已死的事實並與一騎和解，最後成為Slave型的Festum，繼續沉睡。跟隨紅音(妙尼爾)離開龍宮島，為了在一騎等人前往北極時，代替他們保護島。
劇場版化為Mark.Vier核心歸來，拯救陷入危機的島上駕駛員，於最終決戰時機體被Mark Nicht擊毀，核心在被消滅前轉移後下落不明。
第二季於Walker大舉入侵，島內眾人遭受性命威脅之時，突然像是呼應劍司一般自烏兀德之泉裡出現，透過同化海水重新構成肉體和Mark Vier，從異界體手中救出被同化中的鈴木彗，並將Walker連同北極星核碎片一起斬殺，戰鬥結束後回到島上，在過往居住的咖啡廳中對成為星核一部份的羽佐間姊妹承諾將會留下來保護大家的歸宿，並從卡農留下的帽子裡取出一張寫有座標的糖果紙。於第25話被允許得知阿爾維斯所有的情報。戰後存活，在一騎要去追總士時與來主操一起拉住他。
在第三季第一集裡依然擔任駕駛，且與其他駕駛員奪回被馬里斯帶走的總士，但最後以失敗告終。 被Benon及馬里斯稱為Element，與一騎及來主操作為調和存在與虛無的存在。在第五次蒼穹作戰中，與其他法夫納駕駛員潛入偽龍宮島，目標為奪回總士。
要 咲良／近藤 咲良
配音員：日：新井里美 / 台：楊凱凱（第一季）、石薇（第二季）/ 港：鄭家蕙（劇場版）
年齡：14→26
親屬：父親（要誠一郎）、母親（要澄美）、丈夫（近藤劍司）
2132年3月22日生，牡羊座 ，血型AB型。
15歲的中學生，要誠一郎與澄美的孩子。家中開道場，因此也練得一身好功夫。由於雙親擁有要流合氣道柔術的段位，在他們的指導之下，咲良被稱為「島上最強的少女」，不過在另一方面她卻認為真矢才是最強的，同年人中只有一騎打得過她。
表明喜歡比自己強的男孩，結果反而造成一騎的困擾，是班上的大姊頭。
因父親於第一季第1話被Festum所殺而立志消滅所有來襲的Festum。是與Mark Elf同型號的Mark Drei駕駛員，經常與劍司及衛一組與Festum戰鬥。最後因同化問題惡化而昏迷無法參與北極海的決戰。
劇場版時是17歲，劇中雖然甦醒但因同化現象惡化所帶來的後遺症需要行動時都是依靠輪椅，最終決戰時機體被擊墜而捲入爆炸中但最終仍生存。
在第二季中擔任學校的體育老師，身體已恢復到僅需拐杖就可活動。因駕駛員後輩被未知同化現象侵蝕身體，所以與卡農一起重新成為駕駛員，為了理解未知同化現象與找到治療方法。
其駕駛Mark Drei所誘發的新能力因是以Mark Drei為主，騎兵型法夫納四架為輔，會因為越被破壞就增值越多，但是這樣會帶給駕駛員超乎想像的精神壓力。其新型同化現象是體溫會不斷下降，所以必須注意保暖。
第二季第19集時當母親‧澄美在Walker對龍宮島的攻擊中倒下後，為鼓勵她的生存意志接受劍司的求婚成為夫婦。於第25話被允許得知阿爾維斯所有的情報。曾在離島前得知母親留在島上執行Plan Delta因哀求她快點出島，戰後存活卻沒因島的沉睡移居到海神島。在第三季與劍司育有一子，以好友及父親的名字取名為衛一郎。
近藤 劍司
配音員：日：白石稔 / 台：黃天佑（第一季）、梁興昌（第二季）/ 港：李家傑（劇場版）
年齡：14→26
親屬：父親（近藤龍司）、母親（近藤彩乃）、妻子（要咲良）
2131年12月7日生，射手座，血型B型。
15歲的中學生，近藤彩乃的胎生的孩子並非於島上出生。口甜舌滑又不可靠的學生會會長。由於喜歡咲良，因此常找一騎比試。小說更提及當時學生們更有人下注賭誰勝誰負，但通常失敗而回。是Mark Acht的駕駛員，曾因咲良因自體同化現象嚴重而昏迷、好友衛的戰死及母親被Festum所殺而閉門不出，但最後亦重返戰場。第一季最後他寄養於要家。
劇場版時是17歲，忙於照顧咲良和成天借酒消愁的保。
在第二季中擔任學校保健室的保健老師，後因總士擔任Mark Nicht的駕駛員而成為齊格飛系統的操縱者。為了保護駕駛員與咲良不斷研究新型同化現象，結果找出了其問題癥結點在於雙手之上的微型同化現象與腦部掌管變性意識的部分。第二季第19集中與咲良結婚後及彌補島上喪失的戰力重新成為駕駛員，其機體亦改裝搭載齊格飛系統，可以一面戰鬥一面指揮，並可透過騎兵型法夫納隨時支援治療。
其駕駛Mark Acht所誘發出的能力是能修復其他機體損傷，被織姬稱為〝藥〞，與甲洋的〝毒〞是通往卡農所期望的未來的最後兩個關鍵。昏迷中與島上星核同化來到烏爾德之泉，見到許多島上的亡者，從卡農口中得知他們的力量覺醒。其新型同化現象為所有感覺逐漸消失，冷熱感、痛覺、觸覺、嗅覺等，冷熱感消失很容易導致本身在不知情的情況下凍傷或燙傷，痛覺消失則會不知道身體受傷時的輕重。於第25話被允許得知阿爾維斯所有的情報。戰後因島的沉睡而移居到海神島，對著龍宮島沉睡的海域立下要會回到島上的約定。在第三季已與咲良育有一子，以好友衛及咲良父親的名字取名為衛一郎。
小楯 衛
配音員：日：齋賀光希／台：郭馨雅
年齡：14（KIA）
親屬：父親（小楯保）、母親（小楯千沙都）
2131年8月13日生，獅子座，身高165cm，體重61kg，血型A型。
15歲的中學生，小楯保與千沙都的孩子，家中經營公共澡堂。從小喜歡看漫畫，最喜歡的漫畫是一套名叫《機動武士高拜》的機械人漫畫，而漫畫作畫者為其父親（虽然他本人起初不知道这件事）。是防護型的Mark Fünf的駕駛員，在戴上高拜的面具时会变得我行我素，无所畏惧（无论是在驾驶法夫納时或否皆是如此）。於第一季第22話將面具贈於堂馬後戰死，得年14歲。在《EXODUS》的第20話裡，顯示他死後似乎成為了龍宮島星核的一份子。
藏前 果林
配音員：日：白石涼子（電視動畫版）、木村亞希子（Right of Left）／台：楊凱凱
年齡：14（KIA）
親屬：監護人（皆城公藏、皆城鞘）
2131年4月2日生，牡羊座，身高160cm，體重47kg，血型AB型。
一騎的同學，14歲。
在前傳「Right of Left」中擔任測試駕駛員，因擔任測試駕駛員之故，故已經出現初期同化現象，平常戴著的眼鏡是為了掩飾雙眼的變色。因普庫吃下她所給的麵包而僚的受託照料，在龍宮島終於有能力迎擊敵人時駕駛Mark Zwei趕去救援，但卻因僚發動芬里爾自爆無功而返。在普庫確認駕駛艙的僚已經過世時稱讚牠很努力等到自己的主人回來抱著牠流淚。於第一季第1話中，原本預定是要搭乘Mark Zwei戰鬥，但因被異界體攻擊而身亡。在《EXODUS》的第20話裡，顯示她死後似乎成為了龍宮島星核的一份子。
小說版中則提到自己是皆城家的養女，對總士懷有感情。雖然有進行戰鬥訓練，卻達不到能戰鬥的狀態因此心有不甘，在最後帶一騎前往法夫那停機棚時被同化而亡。

#### 第二代駕駛員
西尾 里奈
配音員：日：白石涼子／台：鄭仁君（第一季）、林沛笭（第二季）
年齡：13→25
親屬：祖母（西尾行美）、父親、母親、弟弟（西尾暉）
2132年4月20日生，牡羊座，血型B型。
島上的居民，西尾行美的孫女，西尾暉的雙胞胎姊姊，對遠見真矢有種異常的崇拜。
劇場版中成為Mark Neun的駕駛者，父母因零號機啟動測試而身亡，所以對零號機有特別的仇視。於劇中敵人第三次進攻時機體大破，最終決戰與雙胞胎弟弟西尾輝一同駕駛零號機，攻擊核心柱時捲入爆炸的光中，但最終仍生存。
在第二季在中西尾商店（雜貨店）幫忙顧店，十分反對暉出島，因為過去人類軍的所作所為，對納雷因等人抱持著嚴重的不信任。
其後在作戰中，誘發了與一騎相同的武器同化能力，可以指揮諾倫進行大規模掃射。
其後出現未知的同化現象，令自己經常處於昏睡狀態，並會隨著駕駛法夫那的次數而逐漸延長昏睡時間，唯有搭乘法夫那才不會陷入昏睡；是最先出現症狀的人。
於亞特蘭提斯作戰中陷入昏迷，而後暉解除了她與Zero Fafner的連接而活了下來，Zero Fafner的負擔全轉移到暉身上。
後來因為弟弟暉陣亡，與喪失姊姊的彗同病相憐，因而產生了羈絆；之後與彗一起駕駛Zero Fafner，擔任將亞特蘭提斯星核拉到地面的任務，並承擔所有來自敵方星核的攻擊。戰後存活，因島的沉睡而移居到海神島。
在第三季第一集裡依然擔任駕駛，且與其他駕駛員奪回被馬里斯帶走的總士，但最後以失敗告終，自身因被Festum同化的關係陷入沉睡成為Benon竊聽海神島情報的手段。
西尾 暉
配音員：日：梶裕貴 / 台：賈文安 / 港：鄧肇基（劇場版）
年齡：13→19（KIA）
親屬：姊姊（西尾里奈），其餘同上
2132年4月20日生，牡羊座，血型B型。
島上的居民，西尾行美的孫子，西尾里奈的雙胞胎弟弟，個性內向。
劇場版中成為Mark Zehn的駕駛者，父母因零號機啟動測試而身亡，因此罹患失語症。於劇中敵人第三次進攻時機體嚴重破損，最終決戰與雙胞胎姊姊西尾里奈同駕駛零號機，攻擊核心柱時捲入爆炸的光中，於第二季確定生存。
在第二季在咖啡店「樂園」內打工，而原因是和遠見真矢在這邊打工有關。
在島外派遣時選擇加入派遣隊。
親眼目睹島外的世界，因無力拯救而產生消極的想法。
在與島會合的戰鬥中因為資源緊絀導致的長期斷藥而遭遇同化現象，在快要進入末期癥狀前幸得劍司及時接應而保住了性命。
回到島上後回憶起逃亡旅程途中經歷的種種，並希望在與廣登重逢時告訴對方的想法沒有錯，但他其實早已知道這夢想無法實現。
在登陸海神島的戰鬥中為抵擋Vagrant對世界樹的攻擊一人扛下了Zero Fafner的所有負擔，肉體因同化現象結晶化而亡，得年18歲。
死前看見坐在當初與難民們一起搭乘的巴士上，身邊圍繞著當初無法拯救的難民和廣登及沃爾特。只留下一名難民小女孩送他的護身符與廣登一起與里奈告別。繼承廣登的攝影器材繼續拍攝一切，在留給家人的綠影中，笑著說跟一直照顧與保護他們的沃爾特約好，要請他來島上看看。
立上 芹
配音員：日：福圓美里／台：郭馨雅（第一季）、石薇（第二季）/ 港：莊巧兒（劇場版）
年齡：13→18（MIA）
親屬：父親（立上昌幸）、母親（立上鈴奈）
2132年7月8日生，巨蟹座，血型A型。
島上居民，乙姬離開女神的巖窟後第一個、也是感情最好的朋友。在第二季中平常的職責為鈴村神社的巫女，以及陪童年玩伴廣登製作節目，總是因此而搞得雞飛狗跳，但不知為何就是沒有拒絕而持續著。
於劇場版中成為Mark Zwolf的駕駛者，因協同線路影響，會作出用頭衝撞敵人的舉動（因此在機體頭部追加突擊裝備），因為了解敵人的想法而喪失戰意。为了保护面临成长期的核而成为临时代理者险些被核給同化。
之後在一次與Festum的戰鬥中一度戰死，後來被織姬喚醒。其機體能力為再生，機體受到的傷害會迅速復原(駕駛員的損傷也會復原)，但其後出現未知的同化現象，會同化自己所接觸的物件轉化為自身生命所需的能量，不過織姬可以透過接觸在一定程度上為其抑制這種狀態，因此基本上三餐均由織姬幫忙餵食。因為機體改造的緣故，本身的同化現象也會擴張到機體的觸及範圍，並以此同化了抓住島的利維達型Festum。不想讓織姬孤單，所以衝回島，並攻擊牽牛星，差點遭到同化。知道織姬一直不讓人看到眼淚，拚了命的守護島，所以才必須守護織姬，最後陷入沉睡，連人帶機的一起沉入海底。
於第三季登場時與島核一同出現在皆城總士的夢裡，因不明原因頭髮變成白色。於龍宮島沉眠期間甦醒，並養育與保護重新孕育的兩個核，並為隨島的沉眠而死去的澄美建立墳墓，自身也變得如同一騎一樣，是跨越生與死交界的存在。
堂馬 廣登
配音員：日：佐佐木望／台：吳文民（第一季）、梁群（第二季）
年齡：13→18（KIA）
親屬：父親（堂馬量平）、姊姊（堂馬舞）
2132年12月15日生，射手座，血型O型。
島上居民，於正篇從衛手中得到了衛的頭盔。
劇場版成為Mark Fünf的駕駛者，認為自己是衛的繼承者，自認自己比劍司強，因協同線路影響，個性變得跟衛戴上頭盔時一樣我行我素。
在第二季成為島上的藝人，並在與Festum的戰鬥前將頭盔送給了美三香。之後在島外派遣時選擇加入派遣隊，並對芹承諾會將芹與乙姬想要的東西帶回島上。
其後在逃避阿撒瀉勒型時被Festum攻擊，被人類軍所救。在認為終於與人類軍達到互相信用的階段時，卻被達斯汀以交戰規定α射中機體駕駛艙而死亡，機體更被其部隊帶走，得年18歲。
之後遺骸被裝入手提冷藏箱後在人類軍與龍宮島交換人質時還給了對方。回到龍宮島後，與暉一起向里奈告別。

#### 第三代駕駛員
水鏡 美三香
配音員：日：石川由依／台：林沛笭
年齡：14→22
親屬：母親（水鏡有子）
2137年3月3日生，雙魚座，身高160cm，體重45kg，血型O型。
在第二季中新選出的駕駛員第一候補，身體潛能特A++，咲良稱其身體能力可與一騎匹敵。憧憬著廣登，也跟廣登同為《機動武士高拜》的忠實讀者，並心懷感激地收下了廣登贈予的高拜頭盔。
在一次與Festum的戰鬥中引發出異能，但之後卻出現未知的同化現象，使背部長出了黑色球狀結晶體，並會隨著駕駛法夫那的次數而逐漸增加。
（沒搭乘法夫納的情況）當本人在情緒恐懼的情況下，會在自身附近結起防禦盾（自身無法控制），必須在本人情緒為安心下防禦盾才會解除，不過曾被零央敲壞。
黑色球狀結晶目前已蔓延到臉部，左眼確定失明。
第二十集因搭乘英靈型法夫納將同化能力SDP化導致砂型異界體趁聖甲蟲之盾之間空隙侵入機體內,使駕駛員逐漸被異界體同化但機體依然繼續操作到第三次蒼穹作戰結束。
經甲洋判定“雖然肉體消失但精神存在未知黑色球狀內”（未死亡）。可以像甲洋一樣以黑色球狀物的模樣操縱法夫那。於登陸海神島的戰鬥中一度被迪亞波羅型同化但被一騎救出，連肉體也長回來了（因SDP所產生的黑色球狀結晶全部消失）。戰後存活，因島的沉睡而移居到海神島。
在第三季第一集裡依然擔任駕駛，且與其他駕駛員奪回被馬里斯帶走的總士，但最後以失敗告終。在第五次蒼穹作戰中，與其他法夫納駕駛員潛入偽龍宮島，目標為奪回總士。與零央一同成為了總士的師父，教導了仇恨以外的事情。因同化作用末期與零央一同陷入沉睡，於最終回時與零央一起甦醒。
御門 零央
配音員：日：島﨑信長／台：鍾少庭
年齡：14→22
親屬：父親（御門昌和）、母親
2136年8月10日生，獅子座，身高152cm，體重46kg，血型AB型。
在第二季中新選出的駕駛員第二候補，格鬥技能特A++，咲良表示說不定一騎會輸其一分。家裡經營的是「御門屋羊羹」，會來「樂園」配送蛋糕跟和菓子。
在一次與Festum的戰鬥中引發出異能，但之後卻出現未知的同化現象，喪失了一部份的身體，並會隨著駕駛法夫那的次數而逐漸擴大。
曾因為能力無法控制任意跳躍空間，最後跳躍到美三香結起的空間裡，敲壞了那個空間。目前腹部也出現空洞，確定已失去位於軀幹的大半器官，但仍能正常進食。空洞已蔓延到四肢，最終因真壁一騎的同化而消失了同化作用的後遺症。戰後存活，因島的沉睡而移居到海神島。
在第三季第一集裡依然擔任駕駛，且與其他駕駛員奪回被馬里斯帶走的總士，但最後以失敗告終。在第五次蒼穹作戰中，與其他法夫納駕駛員潛入偽龍宮島，目標為奪回總士。與美三香一同成為了總士的師父，教導生命的重量。因同化作用末期與美三香一同陷入沉睡，於最終回時與美三鄉一起甦醒。
鏑木 彗
配音員：日：小野賢章／台：賈文安
年齡：14→22
親屬：父親（鏑木充）、母親（鏑木香奈惠）、姊姊（鏑木早苗）
2137年2月15日生，水瓶座，身高165cm，體重52kg，血型A型。
在第二季中新選出的駕駛員第三候補，狀況判斷能力特A++，咲良稱其有總士等級的頭腦。為L計畫中搭乘Fafner Titan-model的駕駛員「鏑木早苗」的弟弟，對里奈抱持著好感，因此經常前往西尾商店找她搭話。
除此之外還是齊格飛系統的第一後補（事實上由劍司接替總士操作）。
在一次與Festum的戰鬥中引發出異能，可傳送自身可認知的物體到自身附近（但該物體在該時間點下必須「存在」），但之後卻出現未知的同化現象，增加了肉體的質量，並會隨著駕駛法夫那的次數而逐漸增加重量。
在進行中元節活動時，與其母一起發現為何敵方能躲過所羅門的偵查進行移動的方法。
第19話時同化現象已惡化至平常生活都要使用柺杖撐扶。在進行歸島人員援助時，救出了重傷的奧爾加，可惜最後奧爾嘉在送醫後仍傷重不治給自己極大的精神打擊。在第三次蒼穹作戰擔任抓住敵方的北極星和碎片的工作，並因此差點遭到同化幸被甲洋救出。在第24話時同化現象已惡化至除上樓梯外都要坐輪椅。由於里奈失去弟弟，與失去姊姊的他境遇相似因而產生羈絆；後於第25話與里奈一同駕駛Zero，擔任將亞特蘭提斯星核從宇宙中拉到地球的任務。戰後存活，因島的沉睡而移居到海神島。
在第五次蒼穹作戰中，與其他法夫納駕駛員潛入偽龍宮島，目標為奪回總士。與美三香和零央一同教導總士。在第三季第九集中發現自己因多次照看沉睡中的里奈而被Banon利用，洩漏了島上的情報，因此自責不已。

### 亞爾維斯
真壁 史彥
配音員：日：田中正彥／台：黃天佑（第一季）、吳文民（第二季）
年齡：45
親屬：妻子（真壁紅音）、兒子（真壁一騎）
2106年6月2日生，雙子座，身高181cm，體重72kg，血型A型。
一騎的父親，自營陶器店，由於家境貧窮加上妻子犧牲的慘劇而與兒子相依為命。在皆城公藏壯烈成仁後，接下亞爾維斯司令的職位。
在最終決戰期間回應的新國聯的天堂之門作戰，但是主持了由亞爾維斯軍方獨立發動的「蒼穹作戰」，並宣言龍宮島會一直停留在現在的座標，直到一騎他們歸來。
從妙尼爾口中得知，當年紅音是出於自身的意願，選擇與異界體同化，對此無法接受，但是其後還是終於接受妙尼爾所給予的援助。
並確定了紅音其實在某種意義上是與異界體共存，她的共鳴感染了許多異界體的核，造成異界體自身的分裂。
身體在過去因人類軍投下核彈之故，飽受輻射病折磨，事實上，之所以平安，是因為島上的星核庇護著所有患有輻射病的島民，所以無法出島，在劇場版中便因星核的衰弱導致輻射病復發。
很疼愛一騎，知道一騎的生命所剩不多，所以即使一騎的願望是送死，也只選擇一旁守護。
下令全島移動前去迎接正在撤退的一騎等人。
目前因為島上的星核被敵方星核緩慢吞食，所以病情再度復發。
開始在懷疑納雷因的行動，雖然坦率地接受納雷因的謝意，但是對於納雷因執意要讓他們的星核祝福一騎存有疑慮。
不准駕駛員攻擊人類軍，並尋求和平手段平息戰鬥，利用了亞特蘭提斯星核尚未完全掌控所有軍隊的漏洞，公布了龍宮島的所有有關與Festum和平共存的資料，造成混亂，並成功策反不少部隊。
接受了織姬的建議執行Plan Delta，率領島民移居到海神島，並宣言終有一天會回到龍宮島。
在第三季率領軍隊抵抗敵人，其作戰為第五次蒼穹作戰，目標為奪回皆城總士。
雖未同居但已和遠見千鶴成為伴侶。
皆城 公藏
配音員：日：中田讓治／台：吳文民
年齡：不明（KIA）
親屬：妻子（皆城鞘）、兒子（皆城總士）、女兒（皆城乙姬）
2106年1月7日生，魔羯座，身高178cm，體重67kg，血型A型。
Arcadian Project的主導者之一。
亞爾維斯的管理負責人。他也是皆城總士、乙姬的父親，也是「島」上國中小學的校長暨島民代表。
雖然主張與異界體共存，卻也進行著對抗異界體兵器的開發工作，是研究矽型生命體的第一人，研究成果從祖父時代一直傳承至今。
在第一季第2話中為了控制火龍飛翼彈射跑道上的法夫那武器的發射路徑，而被異界體攻擊遂戰死沙場。
在《EXODUS》的第20話裡，顯示他死後似乎成為了龍宮島星核的一份子。
遠見 千鶴
配音員：日：篠原惠美／台：楊凱凱（第一季）、張乃文（第二季）
年齡：不明（KIA）
親屬：前夫（光弘·巴特藍）、長女（遠見弓子）、次女（遠見真矢）、外孫女（日野美羽）
2104年1月6日生，魔羯座，身高165cm，體重56kg，血型A型。
真矢與弓子的母親，自營診所，亦為亞爾維斯國內首屈一指的基因研究權威，第一種任務為艾貝利西機關（醫療）研究主任。
對於被同化之人類的基因感到興趣，因而成為基因工學研究員，參與分析人與異界體之「共鳴現象」的專案。
由於進行著遺傳基因的融合研究，因此被學會視為異端。第一位認同其研究正當性的人，便是物理學家光弘·巴特藍。之後依據光弘的提案，為了讓駕駛員的生體機能與法夫那的機能合為一體，開始著手將部分星核移植到人體內的計畫，並且在當時讓人類及異界體在染色體的等級進行融合，設計出不會妨礙人格形成的「人工子宮」。
對史彥抱有情愫，孩子們都相當支持兩人在一起，只可惜目前仍無進展。
在新國聯軍佔領龍宮島時，被乙姬找去帶她去見昴宿型異界體，回絕了乙姬要她避難的命令，以異界體研究者和島民的身分見證一切。
一直在照顧著脫離女神之巖的乙姬，極少數知道乙姬的生命所剩不多的人。
在乙姬準備歸還島時，抱著因恐懼而情緒失控大哭的乙姬，拼命向她道歉，被乙姬稱為媽媽。
從強納森等人口中得知聯合軍所做的一切後，嘆息自己是為了活下去而使盡一切手段，甚至不惜接觸禁忌，可聯合軍卻輕易地使用。
織姬甦醒後轉而接手照料織姬，並表示織姬若有意願，她的研究有可以延長織姬生命的方法，但被織姬婉拒。
史彥下令去迎接一騎等人時，馬上率領所有醫療人員進行救治難民與傷患。
戰後存活，因執行Plan Delta，移居到海神島。
雖未同居但已和真壁史彥成為伴侶。
第三季第六集為了幫助真壁史彥躲避Festum的攻擊而被黑洞吞噬身亡。
遠見 弓子
配音員：日：野上尤加奈／台：郭馨雅（第一季）、石薇（第二季）/ 港：鄭家蕙（劇場版）
年齡：25→30（歿）
親屬：父親（光弘·巴特藍）、母親（遠見千鶴）、妹妹（遠見真矢）、丈夫（日野道生）、女兒（日野美羽）、繼弟(強納森·光弘·巴特藍)
2121年5月14日生，金牛座，身高170cm，體重58kg，血型O型。
真矢的姊姊，在學校擔任保健室的校護並兼任健教老師，同時兼任軍中職務，並成為人類自被Festum感染後第一位自然授精成功的人類然後生下日野美羽。
目前與道生產下的女兒美羽二人共同生活著。育兒停職中。過去總讓人覺得帶點孩子氣的她，作為母親成長了不少。比起島的和平更重視女兒的人身安全。
在劇場版中，曾為了不讓女兒前往與新星核對話，而舉槍阻止真壁史彥，但最後仍選擇陪同女兒一同前往與新星核對話。
在第二季中，為了保護女兒的安全而與其共同前往星核「世界樹」所在的斯利那加區域。
之後因受阿撒瀉勒B型種所率領的Festum攻擊，在保護女兒時不幸死亡，但其後因不明原因而復活，且擁有世界語的能力。
在一騎等人擊退Festum後意志似乎受到不明力量影響，曾掏出手槍。在被真矢察覺後，將槍委託給她，希望她能在該來的時刻使用。
因為理解了美羽與艾梅莉的痛苦，所以不再阻止她們，成為她們的依靠而努力著，但被艾梅莉說出她自身的存在是有時限的。
其復活是因為世界樹回應了美羽的願望而將生命借給了她，所以時間到了就會歸還給世界樹，對美羽告別後消失，將生命歸還給世界樹。
日野 道生
配音員：日：堀秀行／台：吳文民
年齡：25（KIA）
親屬：父親（日野洋治）、母親（日野惠）、妻子（遠見弓子）、女兒（日野美羽）
2121年6月23日生，巨蟹座，身高185cm，體重71kg，血型O型。
由於父親離島而離開龍宮島的駕駛員。喜歡弓子。在背叛要以核彈炸毀龍宮島的新聯合國後，於Alvis擔任Mark Eins的駕駛員。
在第23話中已經25歲的他作為神劍型法夫那的駕駛員已經到達極限，但為了保護龍宮島他注射了會促進同化的藥劑。
在與伊敦戰鬥但不敵，企圖使用「芬里爾」將伊敦炸毀，而後彈出駕駛倉逃生，但被伊敦的Mark Nicht抓住並死於「芬里爾」之爆炸中。
第一季結局前與弓子同居，並知道自己有了孩子（日野美羽）。
在《EXODUS》的第20話裡，顯示他死後似乎成為了龍宮島星核的一份子。
羽佐間 容子）
配音員：日：葛城七穗／台：雷碧文（第一季）、石薇（第二季）
年齡：不明
親屬：養女（羽佐間翔子、卡農·梅芬斯）
2107年7月22日生，巨蟹座，身高165cm，體重55kg，血型A型。
翔子的養母，飼有一隻貓，在法夫那的停機坪擔任地勤工作，第一種任務為法夫那開發研究員，並身兼教職。
對於翔子早就知道自己並不是親生女兒一事感到痛苦(翔子從自身的先天肝病察覺)，因此事所以拒絕從人工子宮分配孩子扶養。
在卡農入島後受史彥所託成為其監護人，於第一次蒼穹作戰時欣然同意卡農平安歸來時，就讓她喊她媽媽，於劇場版正式收養卡農為養女。
過往新聯合國發動核武時，因曾受到輻射污染而身染重病，但因島上星核的壓抑才能如同常人活動，後因星核衰弱之故而復發。
在卡農回歸駕駛員身分後，復職繼續進行法夫納的整備工作與開發。
十分疼愛卡農，在卡農因同化發作而消失後，不眠不休地找她。
確定卡農不會回來後，抱病將卡農遺留下的英靈型法夫納完成。
因執行Plan Delta故移居到海神島。
第三季顯示與來主操同居，並被來主操稱呼媽媽。
因為來主操的口無遮攔，兩人吵架，但後來又和好，最後兩人一同回到龍宮島上的羽佐間家。
要 澄美
配音員：日：石川靜 / 台：鄭仁君（第一季）、林沛笭（第二季）/ 港：莊巧兒（劇場版）
年齡：不明（歿）
親屬：丈夫（要澄一郎）、女兒（要咲良）
2105年5月14日生，金牛座，身高167cm，體重57kg，血型B型。
咲良的母親，在亞爾維斯的地下司令部擔任助理，第一種任務為兵器開發研究員。
即使知道咲良的生命所剩不多也還是放手讓女兒駕駛法夫納戰鬥，後因敵方星核的緣故，過往被島上星核壓抑的輻射病復發，且嚴重到無法下床。由於自知下一次發作自己將會死去，所以期望咲良能幸福也後來答應她與劍司的婚事。
執行Plan Delta時留下被織姬勸導但拒絕離開，因為即使在有島的空氣中的船裡，病情雖可得到控制但活不了多久，所以自願留下。說出希望咲良與劍司兩人能一起幸福後便關掉通信，含笑隨著島的沉睡而死去。
要 誠一郎
配音員：日：小山力也
年齡：不明（KIA）
親屬：妻子（要澄美）、女兒（要咲良）
咲良的父親，為亞爾維斯空軍戰鬥機飛行員，自家經營柔道場。
在第一季第1話之中被異界體同化身亡。
在《EXODUS》的第20話裡，顯示他死後似乎成為了龍宮島星核的一份子。
近藤 彩乃
配音員：日：玉川紗己子／台：楊凱凱
年齡：39（KIA）
親屬：丈夫（近藤龍司）、兒子（近藤劍司）
2107年7月28日生，獅子座，身高163cm，體重55kg，血型AB型。
劍司的母親，為亞爾維斯的科學家，並研發出極精密的人工智慧系統「所羅門」。
之後死於異界體入侵，職缺由從新聯合國投誠的傑瑞米·李·摩西替補。
在《EXODUS》的第20話裡，顯示他死後似乎成為了龍宮島星核的一份子。
小楯 保
配音員：日：高瀨右光／台：正昌（第一季）、鍾少庭（第二季）/ 港：李家傑（劇場版）
年齡：45
親屬：妻子（小楯千沙都）、兒子（小楯衛）
2106年10月5日生，天秤座，血型A型。
衛的父親，在法夫那的停機坪擔任地勤領班，亞爾維斯原整備士主任，並以筆名「大粒豆餡」繪製漫畫《機動武士高拜》，是因為想給自己的孩子看見這部漫畫；除兒子外，堂馬廣登、水鏡美三香也是《機動武士高拜》的忠實書迷，同為地勤員並兼任助手的伊恩讚賞他的作品並譽為「駕駛員的訓練教材」，不過自己本人則很尷尬。
因兒子與妻子的死一度陷入自暴自棄的狀態，但還是完成了第一次蒼穹作戰的後備輔助及後續的機體修復。
剧场版中因丧失妻儿而成天借酒消愁，但為執行第二次蒼穹作戰，重新振作起來。
在第二季中準備引退給卡農做法夫那相關工作。
因為卡農重新擔任駕駛緣故復職，一面進行法夫那的整備與調查兀爾德之泉的研究。
去到了海神島協助將島上機能全數復原，後移居海神島。
小楯 千沙都
配音員：日：佐藤藍／台：郭馨雅
年齡：不明（KIA）
親屬：丈夫（小楯保）、兒子（小楯衛）
衛的母親，自家經營公共澡堂，之後死於異界體入侵。
在《EXODUS》的第20話裡，顯示他死後似乎成為了龍宮島星核的一份子。
溝口 恭介
配音員：日：土師孝也／台：吳文民
年齡：47
2104年2月17日生，水瓶座，身高191cm，體重95kg，血型O型。
亞爾維斯特種中隊長，為史彥的左右手，並曾在最終決戰中駕駛運輸機獲得英勇的表現。
主要工作是率領其他隊員進行武力鎮壓或是進行輔助，擁有健壯的體魄、精準的槍法、以及精湛的駕駛技術，除法夫納外的任何航空器都能駕輕就熟。
在春日井夫婦被驅逐出島後，接下咖啡店「樂園」經營權。
雖為店主，但是平常負責粗活經常跑外送；店裡的招牌是一騎，所以菜單名常是〝一騎XX〞，招牌菜是一騎咖哩，拜此所賜，總士與暉在幫一騎做飯時也會在料理前冠上自己的名字，如總士燉菜、暉咖哩。
過去受到真壁紅音所託，所以會保護與協助史彥，很疼愛島上的孩子們，對真矢是經常暱稱為小姑娘，在真矢成為駕駛員後負責訓練她。
在第二季中，負責訓練真矢的戰機駕駛技術，在納雷因將軍來龍宮島時駕駛戰鬥機跟異界體戰鬥而被異界體抓住時成功彈射逃生，並負責出島後，繼續保護所有人的安危。
Crawler襲擊人類軍基地時而談判破裂后從新國聯基地帶著真矢逃出。
帶著廣登的遺體回島被舞不諒解，但在最終作戰執行前得到舞的諒解。
開槍射殺了比利，於戰後移居到海神島。
在第三季中率領艦隊協助駕駛員們執行第五次蒼穹作戰。
西尾 行美
配音員：日：京田尚子／台：楊凱凱（第一季）、石薇（第二季）
年齡：不明
親屬：兒子（西尾巧）、媳婦、女兒（劇場版）、孫女（西尾里奈）、孫子（西尾暉）
里奈的祖母，雜貨店「西尾商店」老闆娘，並在亞爾維斯軍中擔任高階軍官與顧問，亦主持軍事法庭。
Zero Fafner的設計者，同時也負責Festum與核等相關研究。
過去因女兒夫婦擔任Zero Fafner的測試駕駛員時遭到法夫納的同化而退下第一線。
接收了人類軍的棄子士兵，要他們抽籤決定自己在島上的維生工作，笑著要他們快點學會自己抽中的工作。
孫女里奈因為獲得力量的後遺症，而導致鎮日昏睡，為此後悔不已。
率領其他研究人員研究戈耳迪俄斯結晶，以其查明導致特殊同化現象的原因，好拯救所有駕駛員。
目前確認了，駕駛員的特殊同化現象如加重，則結晶會擴大一定程度，保持等比的大小，以及只要是島民，死亡後結晶也會相對擴增一個人的份量。
對孫女里奈道歉無法守護任何一個家人，於戰後移居到海神島。
日野 惠
配音員：日：小宮和枝／台：雷碧文
年齡：不明（KIA）
親屬：丈夫（日野洋治）、兒子（日野道聲）、孫女（日野美羽）
日野洋治之妻，道生的母親，也在亞爾維斯軍隊中服役，並曾擔當將陵 僚等人的指導教官。
在第一季第1話中被異界體攻擊，不幸死亡。在《EXODUS》的第20話裡，顯示她死後似乎成為了龍宮島星核的一份子。
手塚 一平
配音員：日：新垣樽助／台：吳文民
年齡：不明（KIA）
亞爾維斯法夫那停機坪地勤員，為小楯保的部下，死於異界體入侵；後來其職缺由從新聯合國投誠的伊恩·坎普替補。
堂馬 量平
配音員：日：鈴木清信／台：黃天佑（第一季）、梁興昌（第二季）
年齡：不明
親屬：女兒（堂馬舞）、兒子（堂馬廣登）
堂馬廣登的父親，自營食堂。因島的沉睡而移居到海神島。
迎接兒子的遺體時，強忍哀傷地打開盒子，對於總士冒著生命危險去迎接一事感到感激。
生駒 正幸
配音員：日：永井誠
年齡：不明（歿）
親屬：妻子（歿）女兒（生駒祐未）
祐未的父親，亞爾維斯高階研究員。「L計畫」的提案者。
在「Right of Left」中出現，因新聯合國對日本的核攻擊影響而臥病在床到已無法說話，所以透過人工發生器與他人對話。原本想主持「L計畫」但最後因病過世。在《EXODUS》的第20話裡，顯示他死後似乎成為了龍宮島星核的一份子。
早乙女 柄鎖
配音員：日：大川透
年齡：不明（KIA）
亞爾維斯高階軍官，在「Right of Left」中出現。
主持「L計畫」，最後在脫逃時，因碰上適應了海水的昴宿型異界體，不幸壯烈成仁。在《EXODUS》的第20話裡，顯示他死後似乎成為了龍宮島星核的一份子。

配音員：日：小松美智子／台：張乃文
年齡：不明（KIA）
親屬：丈夫（貴志洋平）、女兒（貴志菲）
新聯合國駕駛員。在第一季於人類軍佔領龍宮島時，曾駕駛神劍型對抗Festum，但由於不適應機體之操作方式而造成精神狀態異常。
其後更被人類軍在摧毀龍宮島一事上當作棄子，於事件完結後便於亞爾維斯工作。
於第二季中擔任CDC的操作員，並嫁給一位亞爾維斯男人。
因島的沉睡而移居到海神島。
與丈夫育有一女，在第三季第四集被Festum攻擊，遭到黑洞吞噬身亡。
貝拉·狄紐尼
配音員：日：東野里加（劇場版）、相川奈都姬（第二季）
年齡：不明
新聯合國駕駛員。在第一季於人類軍佔領龍宮島時，曾駕駛神劍型對抗Festum，但由於不適應機體之操作方式而造成精神狀態異常。
其後更被人類軍在摧毀龍宮島一事上當作棄子，於事件完結後便於亞爾維斯工作。
於劇場版自願擔任棄子，後與史彥一起護送美羽前去對話。
於第二季中擔任CDC的操作員。因島的沉睡而移居到海神島。
奧爾加·卡緹娜·貝特連可
配音員：日：澤井美優／台：張乃文
年齡：不明（KIA）
新聯合國駕駛員。在第一季於人類軍佔領龍宮島時，曾駕駛神劍型對抗Festum，但由於不適應機體之操作方式而造成精神狀態異常。
其後更被人類軍在摧毀龍宮島一事上當作棄子，於事件完結後便於亞爾維斯工作。
於第二季中擔任CDC的操作員。之後成為派遣部隊的成員，而其工作則交由堂馬舞負責。
後來因達斯汀·莫甘所執行的「交戰規定α」而身負重傷因此歸島，但因為Walker的因素導致歸島小隊全滅，本人因慧的能力被傳送到慧的駕駛艙，緊急送醫仍傷重不治。
在《EXODUS》的第20話裡，顯示她死後似乎成為了龍宮島星核的一份子。
伊安·坎普
配音員：日：寺杣昌紀／台：梁興昌 / 港：鄧肇基（劇場版)
年齡：不明
於劇場版登場的原人類軍士兵。是在龍宮島被佔領時被人類軍當作棄子的士兵之一，之後便於亞爾維斯工作，並擔任機械師，接替陣亡的手塚一平。
平常擔任小楯保的漫畫助手，稱其所繪製的高拜漫畫是駕駛員教育手冊。
因島的沉睡而移居到海神島。
傑瑞米·李·摩西
配音員：日：遠藤綾 / 台：石薇 / 港：鄭家蕙（劇場版）
年齡：不明
於劇場版登場的原人類軍士兵。
是在龍宮島被佔領時被人類軍當作棄子的士兵之一，之後在亞爾維斯擔任操作員，接替陣亡的近藤彩乃，監看所羅門系統。
因島的沉睡而移居到海神島。

#### 「EXODUS」登場的成員
堂馬 舞
配音員：日：世戶沙織／台：石薇
年齡：不明
親屬：父親（堂馬量平）、弟弟（堂馬廣登）
廣登的姊姊。為跟父親一起經營的堂馬食堂的看板娘。
自從一騎進駐咖啡店「樂園」後搶走了一部分食堂的客源，令她感受到經營的危機（但還有溝口帶領的特種部隊為其常客），時不時會到「樂園」用餐進行偵察。
在亞爾維斯時為火器管制操縱員在向島工作，為了不時之需的人員異動，也有在接受CDC勤務的訓練。
自從被将陵佐喜叫咚舞（どうまい）後，小名就被固定下來了。
因島的沉睡而移居到海神島。
御門 昌和
配音員：日：最上嗣生／台：梁興昌
年齡：不明
親屬：妻子、兒子（御門零央）
零央的父親，「御門屋羊羹」的主人，曾在比利時學習工學與糕點，並與妻子結識，樂園經常向他訂購甜點。
在兒子被徵召為法夫那駕駛者後，含淚做了一個與兒子名字一樣的獅子蛋糕給他，並將祖父的刀托付予他。咲良與劍司的婚戒是他親手所做。因島的沉睡而移居到海神島。
水鏡 有子
配音員：日：雞冠井美智子／台：石薇
年齡：不明
親屬：女兒（水鏡美三香）
美三香的母親。在漁港工作。
很心疼女兒必須上戰場，知道零央對女兒的心意，故也鼓勵女兒希望可以察覺到。
因島的沉睡而移居到海神島。
鏑木 充
配音員：日：藤原貴弘／台：鍾少庭
年齡：不明
鏑木 香奈惠
配音員：日：竹内順子／台：林沛笭
年齡：不明
親屬：女兒（鏑木早苗）、兒子（鏑木彗）
彗的雙親。父親為警察，曾為空軍飛行員，母親則經營著美容院。
香奈惠在過去因女兒早苗參加L計劃後戰死而十分傷心，所以在無法接受這殘酷的事實對兒子慧經常有所忽略，甚至因為彗將早苗剪下的頭髮當護身符而動怒。但是在接受事實放燈弔祭女兒時聯想到為何所羅門沒有反應的原因，因為正如同島上的星核為空氣，敵方星核則為化為海水，故能躲過所羅門的偵測。於戰後因島的沉睡而移居到海神島。
立上 昌幸
配音員：日：木村雅史
年齡：不明
立上 鈴奈
配音員：日：小林沙耶香
年齡：不明
親屬：女兒（立上芹）
芹的父母，父親擔任神社司祭，母親則經營服裝店，兼阿爾維斯制服設計。
於戰後因島的沉睡而移居到海神島。
將陵 佐喜
配音員：日：淺倉杏美／台：張乃文
年齡：不明
親屬：姪子（將陵僚）（歿）
隸屬溝口的戰鬥部隊的女性情報官，為溝口的上司。在「RIGHT OF LEFT」登場的僚為自己的外甥。於戰後因島的沉睡而移居到海神島。
陣内 貢
配音員：日：鈴木達央／台：梁群
年齡：不明
隸屬溝口的戰鬥部隊的男性，跟溝口一樣也十分保護孩子們。
納雷因的部隊登島後，擔任監視者負責監視他們的行動。
於戰後因島的沉睡而移居到海神島。因總士對海神島的仇恨及第三季第四集許多同伴的身亡而遷怒總士，曾懷疑是他傳遞情報給馬里斯。

### 新聯合國的間諜
狩谷 由紀惠
配音員：日：澤海陽子／台：鄭仁君
年齡：25（KIA）
2122年2月17日生，水瓶座，身高173cm，體重59kg，血型B型。
在被發現是臥底之前，她擔任學校的老師，也受同學們的愛戴。
在春日井夫妻被逐出島上後說服一騎，以Mark Elf和火龍飛翼外掛裝備帶自己逃離龍宮島。最後被派為Mark Nicht的駕駛員，卻因為伊敦的侵入而被同化死亡。
春日井 正浩
配音員：日：河相智哉／台：正昌
年齡：不明（MIA）
親屬：養子（春日井甲洋）
甲洋養父，真實身分為新聯合國間諜。曾企圖侵入加護病房以切斷甲洋的生命維持裝置卻被史彥察覺，連同妻子一同遭到驅逐出境。
春日井 諒子
配音員：日：津田匠子／台：雷碧文
年齡：不明（MIA）
親屬：同上
甲洋養母，真實身分為新聯合國間諜。

### 其他
真壁 紅音
配音員：日：豐口惠／台：林美秀
年齡：31（KIA）
親屬：丈夫（真壁史彥）、兒子（真壁一騎）
2102年1月11日生，魔羯座，身高162cm，體重48kg，血型O型。
一騎的母親，劇中一開始為了保護丈夫史彥而被妙尼爾星核給同化而亡。在故事中是希望了解異界體在期望什麼的人，為了理解異界體，她選擇和身為MASTER型異界體的妙尼爾同化（借屍還魂），並（以妙尼爾自己的解釋）對異界體們給予了祝福，從而使妙尼爾開始思考是否能與人類共存。
妙尼爾坦言因紅音之故，導致原本為一體的異界體產生分裂，演變成以妙尼爾為首的一派跟以伊敦為首的一派。
由於賴戶內海星核的失控，潛藏於真壁紅音體內染色體的超古代星核與其共鳴，她也因而發現了這股力量，為此她可以理解敵人的位置及想法，在戰鬥中總是被派往最前線。
異界體由於真壁紅音的關係，而將傷痕認知為是己身的存在。
原本可以完全消失的昴宿型異界體，因為Mark Sein使其受傷而顯露出它的存在，皆城總士也因而可以查詢出它的所在位置，由此可以看得出來異界體的傷就等於其存在。
後來藉由妙尼爾轉達想對丈夫史彥說的話，感謝他養育一騎長大。
於第二季最終話以幻影的形式與鞘一起迎接準備歸還生命的織姬，並與織姬一起迎接牽牛星後陷入沉睡。
皆城 鞘
年齡：不明（歿）
親屬：丈夫（皆城公藏）、兒子（皆城總士）、女兒（皆城乙姬）
總士及乙姬的母親。她是位天才數學家，研究星核與人類的進化理論，也因為星核的研究而認識公藏。
她參與星核機能的分析，以及齊格飛系統、布倫希爾德系統的設計專案。也分析真壁紅音的大腦，與近藤彩乃設計出能判定敵方異界體位置及型態的人工智慧系統「所羅門」。最後被瀨戶內海星核給同化而亡。
被同化後的她成為了兀爾德之泉，是島上唯一可以進行偵測異界體的存在，同時也是養育島之星核，以及生育法夫納的核等的存在。
被同化時已懷有身孕，而那個孩子就是後來成龍宮島之核的乙姬，故女武神之巖其實就是養育成為核的乙姬的人工子宮。
因成為兀爾德之泉，所以讓異界體的研究者一直在懷疑是否還留存其自我意識，但檢測不出。
於第二季最終話以幻影的形式與紅音一起迎接準備歸還生命的織姬，並與織姬一起迎接牽牛星後陷入沉睡。
露維·卡瑪
2151年11月23日生
艾梅莉·阿蒙德的轉世，海神島的核，與總士同天降生，但外表只有三歲孩童的模樣。
指引亞爾維斯的眾人回歸島並為了未來而存在。告知無力的總士可以獲得超越世界語的強大力量，使總士獲得方向並告知「自我」存在的意義使他思考。
馬里斯·艾克賽西亞
曾經歷過斯里蘭卡遠征並失去父母的世界語者，因對世界的仇恨及和平的渴望叛逃出海神島帶走兩個世界語者孩童及當時年約兩歲的皆城總士。
與瑪萊斯貝洛合作建立偽龍宮島並編造出許多謊言維繫起虛假的和平，讓總士無法瞭解島外的真實並希望美羽一同來此生活。
在偽龍宮島的毀滅後徹底仇恨起亞爾維斯的眾人，並揚言要毀滅海神島和阻止亞爾維斯的人們回到龍宮島。
為了總士和美羽曾回到海神島進行勸降，知道了其所編造的關於亞爾維斯的謊言的總士對其怒吼「我曾經以為你是我的朋友！」
儘管作為世界語者能力強大，但駕駛法芙娜時比其他駕駛員來的能力低下，被御門零央嘲諷說滿身都是破綻。
認為作為舊人類的人們應該要為了新人類的世界語者犧牲才能真正的與festum共存。

## 新聯合國
日野 洋治
配音員：日：小杉十郎太／台：黃天佑
年齡：51（KIA）
親屬：妻子（日野惠）、兒子（日野道生）、孫女（日野美羽）
2094年11月28日生，射手座，身高175cm，體重73kg，血型A型。
道生的父親，新聯合國科學家，原為亞爾維斯的科學家。
為了研發出最強悍的法夫那而在5年前離開龍宮島，並研發出最強悍的法夫那「Mark Sein」。
一騎是他離島後第一次見到的島民，曾開口邀請一騎到他的研究室一起研究，並打算庇護一騎。
其後在異界體進攻摩達維亞的新聯合國要塞時，將Mark Sein託付給妙尼爾，要她以真壁紅音的身分去見一騎，並將Mark Sein交給他，遇見真矢後，將畢生心血全數交給她，隨後為保護研究資料不被異界體奪去而選擇自爆身亡。
光弘·巴特藍（Mitsuhiro Bertrand）
配音員：日：森功至／台：正昌
年齡：45（KIA）
親屬：前妻（遠見千鶴）、長女（遠見弓子）、次女（遠見真矢）、養子（強納森·光弘·巴特藍）、外孫女（日野美羽）
2101年6月9日生，雙子座，身高177cm，體重75kg，血型B型。
真矢與弓子的生父，原為亞爾維斯的科學顧問，但他叛逃到新聯合國陣營而遂與千鶴離婚。隨後為新聯合國研發出Mark Nicht，並利用由紀惠打算控制Mark Nicht，卻被伊敦同化的由紀惠操縱Mark Nicht殺死。
赫絲特·蓋洛普（Hettie Galop）
配音員：日：藤田淑子（第一季）、鳳芳野（第二季）／台：郭馨雅（第一季）、張乃文（第二季）
年齡：不明
新聯合國秘書長，與亞爾維斯敵對。一開始向亞爾維斯索求法夫那未遂，便揚言以核彈潛艦夷平龍宮島。
過去曾為美國總統的父親因贊成成立人類軍而遭到暗殺，繼承其政路的她本著「從異界體和敵對的人類手中保護應當守護的人類」的思路走強硬派路線，並成功促成新聯合國的成立。
在異界體戰爭初期憑著強硬手段，將遭受重創的各國政府及失去指揮機構的殘存軍隊統合成新國連人類軍，並在人類喪失大半土地的情況下(在異界體戰爭初期中美國東西海岸、歐洲、中國沿海、日本等發達地帶均被異界體毀滅)仍然能夠持續抗戰40年以上，讓龍宮島以外的人類得以生存至今。在最終決戰時，主持了新聯合國的「Heaven's Door」作戰計畫。
第二季「EXODUS」第六話中，認為納雷因將軍願同異界體共存的選擇將會推翻新聯合國所制定的人類救濟計劃Triple Plan，故未警告納雷因將軍斯利那加區域或遭阿撒瀉勒型攻擊，並令南亞艦隊對斯利那加區域執行交戰規定α。為了打敗地球上的異界體，她又啟動了第三架救世主型機體的建造計畫，並要求真矢成為Mark Raison的測試駕駛員。結果第三架救世主型又被異界體奪取，赫絲特遂搭乘潛艇逃離南太平洋生存圈。期間一度試圖發動交戰規定α，但在真矢以芬里爾同歸於盡的威脅下撤回命令。
以結論而言，遭異界體奪取的Mark Raison和喬納森因此順利以“擊倒Crawler的英雄”身份支配了南太平洋生存圈
在最後的時候以龍宮島還有利用價值否決了下屬的建議，直接下令攻擊亞特蘭提斯的星核，導致對方的力量減弱從而被慧的SDP拉至大氣圈後墜落地面。
達德利·巴恩茲（Dudley Burns）
配音員：日：内田直哉／台：正昌（第一季）、吳文民（第二季）
年齡：不明（MIA）
新聯合國上校，指揮潛水航空母艦戰鬥群，為道生和卡農的直屬上司。
在最終決戰時率領人類聯合軍與龍宮島部隊進攻北極，戰艦被伊敦攻擊雖倖免於難卻裝了義手和義眼。
於第二季第13話裡已升級為新聯合國將軍，並開始懷疑新聯合國的高層之一赫絲特·蓋洛普對新聯合國所制定的人類救濟計劃Triple Plan這計畫之外，是否有制定其他計畫。並積極想拉籠納雷因將軍。但是22話時其下屬與真矢接觸并給予情報。
在23話中同時聯絡龍宮島要求他們協助暗殺赫斯塔，密謀發動政變「奪回」人類軍。結果原來派出去的部下是赫絲特麾下的「人偶」，一切都被識破下而政變失敗。
24話裡在亞特蘭提斯星核反亂後並在毫不知情下接手了赫斯塔放棄的南太平洋生存圈，然後率軍向龍宮島和海神島發動攻擊。
但攻擊龍宮島的艦隊收到亞爾維斯傳來的數據後開始出現亂套和內鬨，想發動交戰規定α強攻之際座艦又被空母ボレアリオス以同化奪取其艦的操作權。

### 「EXODUS」登場人物
納雷因·懷茲曼·博斯
配音員：日：大友龍三郎／台：梁興昌
年齡：不明（KIA）
在第二季中登場的人類軍的將軍，擔任夏威夷生物圈的輸送基地的司令官，以身為現役法夫納駕駛員最高齡者這點自稱為唯一可以對龍宮島自誇的長處。
2150年6月25日，在基地遭到異界體（Festum）攻擊時負責指揮工作，提案否決新國連的「交戰規定α」但遭拒絕；當夏威夷被核武所毀滅，在基地以及其所在島嶼被新聯合國摧毀後，與仍生還的部下尋找生存者，在瀕死的人面獅身型的手中發現受其庇護而倖存的艾梅莉。
一年後，與艾梅莉及強納森等人共同前往龍宮島，並邀請龍宮島派遣部隊護送美羽前往斯利那加基地與「世界樹」接觸。
斯利那加基地在遭受阿薩謝勒型Road Runner襲擊而幾乎全毀後，帶領剩餘部隊護送「世界樹」的星核和平民前往「希望之地」。
知道隊伍裡有叛徒，為此想盡辦法的遮掩情報。
知道一騎等人的生命不多，希望他們可以接受世界樹的祝福得到更長的生命。
後來設計達斯汀等人直接與阿薩瀉勒型對抗，要他們好好想想自身該對抗的敵人不是他們，也不是龍宮島的居民，而是Festum。
第20話起回歸駕駛員，駕駛裝設炮擊裝備的王座型法夫那。
至第21話交戰開始時自己旗下部隊的法夫那僅餘15台，平民更是從出發時的2萬多人減到只餘下5千多，到最後終於能與龍宮島會合時珀爾修斯中隊已喪失9成戰力，出發時有22154人的平民只有5001人能活著踏足島上，而現在準備帶領殘餘部隊護送「世界樹」的星核和平民前往「希望之地」‧過去被人類軍所滅的第三Alivis「亞特蘭提斯」。
稱能自由地與人對話的織姬為完美的存在，因為織姬身為核卻擁有自我意識，且能與他人對話。
第4次蒼穹作戰中亦機體連接上齊格飛系統，以龍宮島戰力的一員參戰。
與艾梅莉和弓子是一樣的，生命都是向生命樹借的，在阻止亞特蘭提斯星核攻擊時將此命歸還同化消失，化為守護海神島的障蔽。
艾梅莉·阿蒙德
配音員：日：佐佐木理央／台：石薇
年齡：不明（歿）
親屬：父親、母親、弟弟、監護人（納雷因·懷茲曼·博斯）
第二季登場的平民少女。在夏威夷生物圈的基地被摧毀後受到納雷因的保護。一年後與納雷因及強納森一同前往龍宮島。
在以前其弟曾獲得一塊星核碎片，在一次Festum的攻擊中，其弟透過星核碎片向敵人控訴，雖然最後令Festum撤退，但其弟及其他家人皆在之後全部同化死亡而自己則獲得特殊能力。
在第二季第一話的完全版內，被描寫為於民用運輸機在升空後被人面獅身型攻擊墜毀後，向手中的星核碎片祈求Festum停止破壞行為。
之後因人類軍的核武攻擊而使其所在的機場崩塌，但因被與其交流的人面獅身型Festum所保護而生還。
已經知道破壞世界樹的阿薩謝勒型已遭到另一支阿薩謝勒型破壞並吞噬其核心。
其能力僅次於美羽，知道美羽是被寄託的希望所以拚了命的率領其他世界語保護美羽。
知道美羽的母親弓子的狀況，也很擔心弓子的情況。其本身似乎也開始出現異常。
在登陸海神島的戰鬥中與其他Esperanto捨命保護世界樹星核卻失敗了但活了下來。
由於自身是世界樹回應了其弟的願望而重新給予的生命，在世界樹成為海神島的核後，便將借來的生命歸還。
之後為了重新讓世界樹成長而決意犧牲自己，並與美羽道別後消失，其轉世成為了海神島的核。
強納森·光弘·巴特藍
配音員：日：岡本信彥／台：梁興昌
年齡：不明（MIA）
親屬：創造者（光弘·巴特藍）、繼母(遠見千鶴)、姐姐(遠見真矢和遠見弓子)、外甥女(日野美羽)
在第二季中登場的新聯合國法夫那駕駛員。救世主型的開發者「光弘·巴特藍」為其父親，擬似是因為光弘·巴特藍在他身上進行了大量實驗的緣故有著比平常人更高的同化耐性，與真矢和弓子為同父異母的姊弟。
2150年6月時曾於夏威夷生物圈的輸送基地作戰時被迪亞波羅型擊中後以自力抵抗同化並倖存了下來，於一年後與納雷因及艾梅莉等人共同前往龍宮島。
知道在龍宮島上有同父異母的姊姊們(真矢和弓子)，所以決意要守護她們，對於自己的外甥女美羽是唯一希望也感到自傲很照顧她們。
但第21話在格里高利型的同化之下，開槍攻擊了艾梅莉和美羽搭乘的運輸機以及試圖阻止他的艾西瓦婭。
實為由光弘製造出的亞特蘭提斯星核分身，編號為MB7型的「人偶」，在其本人不知情下成為將納雷因軍的動向經Vagrant傳達給人類軍的「內應」， 人類軍將他「回收」後抹消了被賦予的人格，但一直等待接掌他這充滿憎恨的容器的亞特蘭提斯星核則趁機讓他變化成異界體。
自言學會了〝憎恨〞。亞特蘭提斯星核灌輸他「無名的憎恨」的感情試圖將他洗腦，並利用他駕駛Mark Raison攻擊Crawler奪取星核碎片。23話結束時仍保有部分人格意識並拒絕攻擊龍宮島部隊，但星核表示再把記憶刪掉就好。拚命的請求下次見面時將他抹消。
但在24話時似是已被完全洗腦，後與一騎和總士交戰，被一騎喚回心，記起了他親手射殺了艾，哀求一騎將他消滅之際被亞特蘭提斯星核帶走。
在第二季最終與Mark Raison一起漂流在Vagrant的殘骸前的宙域，但於第三季成為了Benon的首領。
艾西瓦婭·菲因
配音員：日：潘惠美／台：石薇
年齡：不明（KIA）
女性法夫那駕駛員，強納森的同僚，機體為Raphael 01。
2150年6月時曾於夏威夷生物圈的輸送基地作戰，於一年後與納雷因及艾梅莉等人共同前往龍宮島。
在保護Alvis 飛機起飛時遭異界體奪取機體控制權並同化，哀求真矢將在她仍是自己時殺死，後由一騎以Mark-Sein 拯救。
但第21話裡被強納森要求將在他仍是自己時殺死，但無法對強納森開槍而被他擊中，在與島會合的戰鬥中被強納森擊墜後似乎也被回收，並放在亞特蘭提斯星核裡，後來雖然甦醒但似乎也已成為亞特蘭提斯的扯線木偶。
最後在攻擊海神島的戰鬥中為喬納森擋下Mark Sein的一擊，一騎說她雖然不是人類但仍有心，以芬里爾自爆而消失（之後強納森記起艾是被他親手所殺）。
比利·莫甘
配音員：日：森田成一／台：賈文安
年齡：不明（KIA）
親屬：兄長（達斯汀·莫甘）
男性法夫那駕駛員，強納森的同僚。
2150年6月時曾參加於夏威夷生物圈的輸送基地作戰，於一年後與納雷因及艾梅莉等人共同前往龍宮島。
知道哥哥也有在追殺小組裡，親眼目睹其中一名特工慘遭難民以石頭砸死，擔心萬一被知道他是那裏面中其中一人的親人的話是否也會遭到如此下場。
後被達斯汀強制帶走，達斯汀說比利是他派去的間諜，但是本人卻完全無法接受。在艾的慫恿下為替兄長報仇而參加了攻擊海神島的作戰。
與基絲一起抓住了真矢意圖啟動芬里爾同歸於盡但被真矢阻止，並被拔走駕駛艙，獲救後之後在真矢下機時持槍與她對質，在迷惘的盡頭決定開槍射殺真矢之際但是被溝口射殺。
達斯汀·莫甘
配音員：日：中村悠一／台：梁興昌、吳文民（ep. 1）
年齡：不明（KIA）
親屬：弟弟（比利·莫甘）
男性法夫那的資深駕駛員，比利·莫甘的哥哥，擔任部隊長。
2150年6月時曾於夏威夷生物圈的輸送基地作戰中，因凱·克萊索恩和羅伯·沃格雷夫被Festum的攻擊擊中並侵蝕機體，最後以用遠端遙控啟動兩人機體的芬里爾系統自爆。
2051年成為處理被Festum同化的人的「阿爾戈斯小隊」隊長，並安排弟弟比利在軍中後方工作。在第二季中第14話親手處決拒絕攻擊納雷因部隊的卡馬爾將軍，其後與由納雷因將軍所帶領的逃脫部隊相遇，發出「交戰規定α」，並狙擊廣登的機體，之後更把其機體拆解帶走。第15話更表示要把除了比利之外的其他人都殺掉。然而為了回收兩架救世主型而派三個特工去暗殺一騎與總士。
於第20話遭到納雷因設計，與其他小隊成員一起迎戰被引誘來的阿薩謝勒型。
第21時雖中了納雷因的陷阱遭受Aviator的攻擊但活了下來，與部份隊員成功逃脫後自水下包抄抵達海岸的逃亡部隊。
於第22話中在與島會合的戰鬥裡捕獲了強納森和真矢並強制帶走比利。為保護比利謊稱他是被安插進納雷因軍中的間諜。
最終在人類軍基地被Crawler襲擊的戰鬥中敗於真矢，被插入駕駛艙區塊的地雷刀炸死。
基絲·沃特
配音員：日：宇乃音亞季／台：張乃文
年齡：不明（KIA）
女性法夫那駕駛員，2150年6月時曾參加於夏威夷生物圈的輸送基地作戰。
2051年成為處理被Festum同化的人的「阿爾戈斯小隊」隊員，其後與由納雷因將軍所帶領的逃脫部隊相遇，執行「交戰規定α」，追擊逃亡部隊時向達斯汀提議「把除了比利之外的其他人都殺掉」。
於第20話遭到納雷因設計，與其他小隊成員一起迎戰被引誘來的阿薩謝勒型。第21時雖中了納雷因的陷阱遭受Aviator的攻擊但活了下來，與部份隊員成功逃脫後自水下包抄抵達海岸的逃亡部隊。於第22話中在與島會合的戰鬥裡捕獲了強納森和真矢後並嘲諷成為俘虜的真矢「哪時要變成金色」還命令她當眾脫衣。
在人類軍基地被Crawler襲擊的戰鬥中曾大罵真矢為「殺人犯」時精神已經錯亂，稱真矢為死神。而後遭真矢秒殺擊墜為阿爾戈斯小隊中唯一的生還者。
與比利一起夾擊真矢，啟動芬里爾意圖同歸於盡，但是被真矢阻止，為了割斷通訊纜線從駕駛艙中爬出開槍射擊，之後對方用力掙脫時被拋出機外，最後隨著機體的墜落與啟動自爆程序而死亡。
羅伯·沃格雷夫
配音員：日：高口公介
年齡：不明（KIA）
男性法夫那駕駛員，莫甘隊的副官。
2150年6月時曾於夏威夷生物圈的輸送基地作戰中，被Festum的攻擊擊中並侵蝕機體（雖然有把侵蝕部分切離，但還是被Festum侵蝕至駕駛艙，且被同化並攻擊同隊隊員）。最後被達斯汀·莫甘以用遠端遙控啟動機體的芬里爾系統自爆。
凱·克萊索恩
配音員：日：雞冠井美智子
年齡：不明（KIA）
女性法夫那駕駛員。
2150年6月時曾於夏威夷生物圈的輸送基地作戰中，被Festum的攻擊擊中並侵蝕機體且無法脫離，其後被達斯汀·莫甘以用遠端遙控啟動機體的芬里爾系統自爆。
卡馬爾·德克斯特
配音員：日：園部好德
年齡：不明（KIA）
在第二季中登場的人類軍的將軍，擔任南亞艦隊的達卡基地的司令官。
因拒絕對納雷因·懷茲曼·博斯所帶領的部隊執行「交戰規定α」，而在第二季中第14話中被達斯汀·莫甘給暗殺，旗下部隊被達斯汀·莫甘所接收。
沃尔特·巴吉斯特
配音員：日：置鮎龍太郎／台：賈文安
年齡：不明（KIA）
人類軍男性少尉，亦為法夫納機師、珀爾修斯中隊第四守備隊隊長，負責龍宮島的派遣部隊及斯利那加基地的警備與護衛工作。
曾在2150年6月時為少校，但因試圖阻止上級對夏威夷大島執行交戰規定α而被剝奪權限及降級。
稱一騎與總士的參戰結果為奇蹟，因為過去即使付出了龐大犧牲仍無法給予異界體有效打擊，而他們兩人卻輕易的做到了，也就是大規模掃蕩異界體、殲滅、甚至反同化迪亞布羅型、打倒阿撒瀉勒型，還有將被同化的友軍全數救出，即使不分死活。
阻止暉與人類戰鬥，告知了自己過去曾經參與了龍宮島的轟炸作戰，根本不希望龍宮島的駕駛員染上同為人類的血，知道自己的生命有限，會拚上一切保護龍宮島的人。
於真矢的機體被人類軍的海因茲捕獲並拉入海中時替其解圍，並啟動自身機體的芬里爾，最後與海因茲及海中的人類軍潛艇同歸於盡。
臨死前的遺願是因暉的邀約，想去看過往曾差點毀於己手的龍宮島。
後與廣登、難民們一起出現在暉的幻象中，告知暉已死的事，並詢問暉是否已經知道，難民小女孩送他的護身符，那其中要寫上何種願望？
海因茲·威特納
配音員：日：泉大智
年齡：不明（KIA）
男性法夫那駕駛員，最後在與亞爾維斯軍和納雷因的聯軍交戰中，被沃爾特以自殺攻擊炸死。
契斯特·蓋恩
配音員：日：栗原吾郎
年齡：不明（KIA）
男性法夫那駕駛員，最後在與亞爾維斯軍和納雷因的聯軍交戰中，被真矢駕駛的七號機以狙擊槍擊墜身亡。
迪倫·巴澤爾
配音員：日：勝杏里
年齡：36（MIA）
表面上是達德利·巴恩斯的親信，事實上則是赫斯特·蓋洛普派出去的人偶間諜。
阿妮拉·歐羅溫特·戈希
配音員：日：櫻井智
年齡：不明
納雷因將軍的部下，最後成功與從斯利那加撤離的軍民，平安遷往海神島。
王毅
配音員：日：高口公介
年齡：不明
新聯合國核心幹部，赫斯特·蓋洛普的親信。
賽門·納坦雅胡
配音員：日：佐藤健輔
年齡：不明（KIA）
新聯合國核心幹部，赫斯特·蓋洛普的親信。被亞特蘭提斯星核給同化，最後被總士給消滅。

## 異界體（Festum）
伊敦（Idun，聲：真殿光昭）
主宰型的Festum，外表為栗髮青年，曾經同化了另一處亞爾維斯的核心型Festum（聲：（日）白鳥由里、（台）雷碧文）。在Festum中是厭惡人類，並試圖消滅人類的一派。在同化Mark Nicht和狩谷由紀惠時更為了覺醒「憎恨」的感情，而期望著與人類的全面戰爭。
在襲撃摩爾達維亞基地時，曾變成人面獅身型，但與該型不同的是，其擁有4隻手，而且眼睛和口的位置亦與人面獅身型有異。主要使用小型黑洞和由口部伸出觸手攻擊。
於第一季第23話襲撃龍宮島，輕而易舉地打敗卡農及真矢，在道生將駕駛艙彈射時抓住，使其死於「芬里爾」之爆炸中，最後更奪去齊格飛系統及於系統內的總士。
在蒼穹作戰時與身處齊格飛系統內的總士見面，並要求應對人類軍及亞爾維斯的法夫那部隊的作戰方案，但沒想到總士教給他們的卻是殺敵一千，自損八百的消耗戰。並因此獲得了來自總士的祝福，理解了「痛楚」。
其後被劍司等人攻擊時，因為痛楚而感覺到了瀕臨消失的恐懼勉強脫離戰局，因為倖存於此而感到慶幸。
在戰事結束時拉走並打算消滅Mark Sein，最後在說出「我在這裡」一話後被一騎以Mark Sein同化。
名字來於北歐神話中的青春女神伊登。
妙尼爾（Mjölnir，聲：豐口惠）
同化了真壁紅音的Festum。在異界體中代表試圖了解人類、並與之共存的一派。
在最後與春日井甲洋一起保護龍宮島，並且給予了亞爾維斯異界體的相關資訊，其中包含了如何延緩同化現象的治療方式，與不借助齊格非系統的作戰方式。
於劇場版中，為「艾格洛斯」型的始祖核，只是無法孕育出新的生命。被解放後，與龍宮島的核融為一體，使核度過成長期，並救了芹。
名字來自於北歐神話的「雷神之鎚」。
來主操（聲：木村良平）
於劇場版登場的人物。在漂往龍宮島的人類軍運輸船內沉睡的少年。
實為在星核被人類軍以核攻擊摧毀時保護皆城總士的人面獅身型Festum。是第一個擁有自我意識的Festum，因為覺得天空很美，所以被總士認為可以代改變而被送往龍宮島。到達龍宮島後表示不想再增加痛苦和追求和平，而請求與島嶼的核心同化。雖然本意是不想戰鬥，但其後還是聽從星核的命令，駕駛Mark Nicht大肆破壞，甚至試圖奪取島嶼的核心。
在被一騎以同化的方式解除了與Mark Nicht的同化後，將差點死於同化現象的一騎喚回。之後因人類軍的核攻擊，差點導致美羽的消失，但自身以原本的姿態擋住核彈的威力使其減弱。最後與星核同化，期許一起重新出生於這個世界上。
將總士救出，並由總士告知一騎將其雙眼復原的原因，是因為不希望一騎再也看不到天空。
於「EXODUS」時再次登場，以星核的身分重生（似乎是與《HAE》時不同的個體），並在第21話率領「援軍」與眾人會合，為呼喚他過來幫助大家「使世界變得和平」，美羽答應讓他在一切完結後將自己給同化掉。
個性與前一個〝來主 操〞不太一樣，天真浪漫，能不在意的就說出想將美羽同化的話，被織姬稱呼為多嘴又自來熟的核。
之後的戰鬥中搭乘卡農留下的Mark Dreizehn參戰。
留在亞特蘭提斯裡，想跟被拉下來的亞特蘭提斯星核戰鬥。
在牽牛星降臨時，對於其體型與力量之龐大而錯愕，直言不知道該怎麼打。
與甲洋一起拉住想追趕總士的一騎，後來與一騎、甲洋等三人一起在Mark Nicht的駕駛艙中發現了變成嬰兒的總士。
在第三季第一集裡依然擔任駕駛，且與其他駕駛員奪回被馬里斯帶走的總士，但最後以失敗告終。
在第五次蒼穹作戰中，與其他法夫納駕駛員潛入偽龍宮島，目標為奪回總士。
現於羽佐間容子同居，並對其稱呼為媽媽。
瑪萊斯貝洛（聲：櫻井孝宏(第三季)）
依附於光弘體內的Festum，擁有著相似於小孩的外型，雙眼卻是一團看不見其他存在，就宛若外星人般地漆黑眼球。
初期被光弘說是遭到同化的人類悲嘆所幻化的幻影，不具威脅性。
於第一季時不時地出現在美羽面前，及至結尾出現在一騎與真矢面前，要求兩人快點與他同化，被真矢開槍射擊。
後來操縱光弘攻擊艾梅莉與美羽，在光弘的人格被抹消時，將光弘帶到與龍宮島相似的結晶中，告訴他他是為了成為容納所有他們這些被製造出來又被抹除心靈，被拋棄的〝憎恨〞而誕生出的容器。
後經證實他實為第二亞爾維斯的星核，長年因為被剝奪與生出核，飽受折磨而僅存憎恨，為了不讓自己痛苦而遺忘過去的經歷。
以無異於人類外型的模樣重新出現。
以為可以接受最純粹的星核牽牛星，卻沒想到牽牛星選擇了龍宮島的星核，跑去質問織姬，被織姬斥為連仇恨都忘記只餘絕望的星核。最終因為核被總士破壞在極端的痛楚中將光弘帶走後消失。
在第三季中幫助馬里斯搭上火箭，並捨棄了原名亞特蘭提斯。
在第三季第五集中外型成長為成年男子，並站在成為Benon首領的光弘身後。
芙洛洛（聲：仲西環）
依附於瑪萊斯貝洛的Festum，是本為Walker的碎片，擁有著皆城乙姬的外表，於第三季接應馬里斯搭上火箭並為其斷後。
在第三季第二集中，皆城總士與真壁一騎接觸當下進行了阻止，並現出原形試圖打敗真壁一騎，但失敗了。
戰敗後試圖以皆城乙姬的模樣挽留皆城總士，但被真壁一騎同化為結晶，最終消失在皆城總士面前。
賽諾蕾亞（聲：野上尤加奈）
依附於瑪萊斯貝洛的Festum，是本為Aviator的碎片，擁有著遠見弓子的模樣，於第三季接應馬里斯搭上火箭並為其斷後，並奪去了遠見真矢的一隻眼睛。
在第三季第二集中，為了拯救偽龍宮島而召喚了Festum的群，但失敗了。
曾在第三季第三集中對來主操和春日井甲洋投出了善意並試圖勸降，表示能夠重現他們所愛之人，被兩人拒絕了。
在第三季第七集中，在馬里斯的指揮下入侵了皆城總士的精神，試圖將其意識帶走，最終失敗；在與來主操的戰鬥中現出了原型。
在第三季第九集中，入侵了日野美羽的精神，試圖以遠見弓子的模樣將其意識帶走，最終因皆城總士意識到不對而大罵「你這個假貨！」並將其意識驅除。
雷加德（聲：堀秀行）
依附於瑪萊斯貝洛的Festum，是本為Clawer的碎片，擁有著日野道生的模樣，於第三季接應馬里斯搭上火箭並為其斷後。
擁有著複製對手的能力，但在第三季第二集中因此反遭拖延，造成了偽龍宮島的崩潰。
因偽龍宮島的毀滅而仇恨著真壁一騎，在馬里斯對亞爾維斯的人們進行勸降時對真壁一騎表示下次見面必定讓真壁一騎消失。